# Maria da Escócia
Maria (Palácio de Linlithgow, 7 ou 12 de dezembro de 1542 – Castelo de Fotheringhay, 8 de fevereiro de 1587), também conhecida como Maria Stuart (em inglês: Mary Stuart) ou Maria I, foi rainha da Escócia de 1542 a 1567 e rainha consorte da França de 1559 a 1560, sendo filha do rei Jaime V da Escócia e de Maria de Guise, Maria herdou o trono escocês com apenas seis dias de vida após a morte de seu pai. Ela foi coroada em 9 de setembro de 1543, sendo a última monarca da casa Stuart a governar independentemente a Escócia.
Maria foi a única descendente legítima sobrevivente do rei Jaime V da Escócia, tendo apenas seis dias de idade quando seu pai morreu. Ela passou a maior parte de sua infância na França enquanto a Escócia era governada por regentes, casando-se em 1558 com Francisco, Delfim da França. Ele ascendeu ao trono em 1559 como Francisco II e Maria brevemente se tornou sua consorte; todavia Francisco acabou morrendo no final do ano seguinte. Maria voltara então para a Escócia viúva, chegando em Leith no dia 19 de agosto de 1561. Casou-se quatro anos depois com seu primo Henrique Stuart, Lorde Darnley, porém a união era infeliz. A sua residência foi destruída em fevereiro de 1567 numa explosão, com Henrique sendo encontrado morto no jardim.
Acreditava-se que Jaime Hepburn, 4.º Conde de Bothwell, havia orquestrado a morte de Henrique, porém ele foi absolvido das acusações em abril de 1567 e casou-se com Maria no mês seguinte. Após um levante contra o casal, ela foi aprisionada no Castelo de Lochleven. Maria foi forçada a abdicar em 24 de julho em favor de seu filho com Henrique, Jaime, até então com apenas um ano de idade. Depois de uma tentativa mal-sucedida de reconquistar o trono, ela fugiu procurando a proteção de sua prima, a rainha Isabel I de Inglaterra. Maria anteriormente havia reivindicado o trono de Isabel para si mesma, e foi considerada como a legítima soberana da Inglaterra por católicos ingleses, incluindo os participantes da rebelião conhecida como Rebelião do Norte. Vendo-a como uma ameaça, Isabel a aprisionou em vários castelos e mansões no interior do país. Depois de dezoito anos e meio, Maria foi condenada por tramar o assassinato de Isabel, sendo decapitada em 1587 aos 44 anos de idade.

## Infância e início de reinado

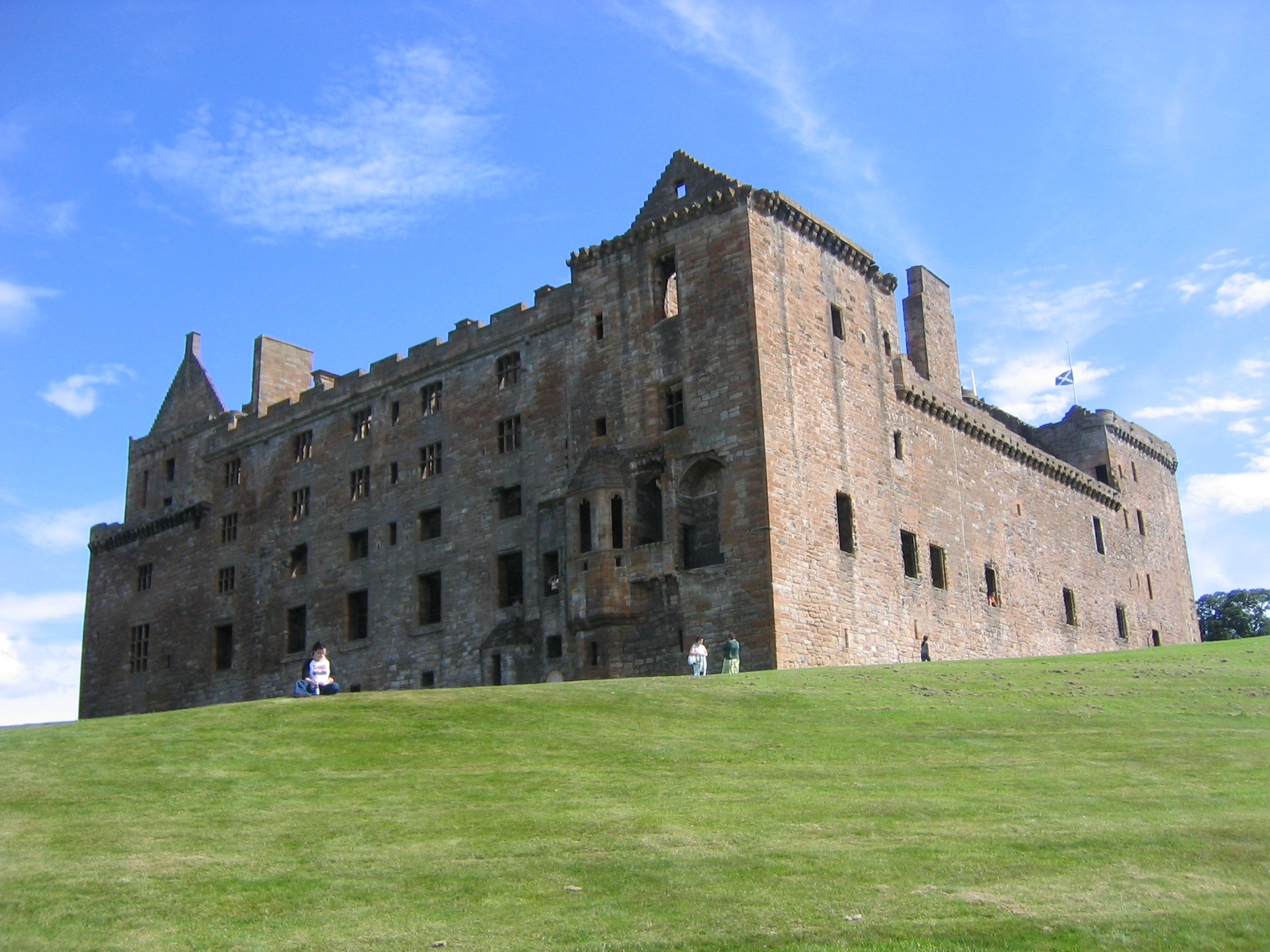
O Palácio de Linlithgow, local de nascimento de Maria

Maria nasceu no dia 7 ou 8 de dezembro de 1542 no Palácio de Linlithgow, Escócia, filha do rei Jaime V e sua segunda esposa Maria de Guise. Afirma-se que ela nasceu prematura e foi a única descendente legítima de Jaime a sobreviver. Era neta de Margarida Tudor, irmã mais velha do rei Henrique VIII de Inglaterra, sendo assim sobrinha neta do rei inglês. Ela ascendeu ao trono seis dias após seu nascimento quando seu pai morreu, talvez por conta de uma crise nervosa depois da Batalha de Solway Moss, ou por ter bebido água contaminada durante a campanha.
Uma lenda popular registrada pela primeira vez por João Knox diz que Jaime, ao ouvir em seu leito de morte que sua esposa havia dado à luz uma menina, tristemente exclamou que "Começou com uma moça, acabará com uma moça!" A Casa de Stuart havia ganho o trono da Escócia pelo casamento de Margarida de Bruce, filha do rei Roberto I, com Gualtério Stuart, 6.º Grão-senescal da Escócia. A coroa chegou em sua família através de uma mulher e seria tirada por uma mulher. Essa afirmação lendária virou realidade dois séculos depois – apesar de não com Maria, mas sim com sua descendente, a rainha Ana da Grã-Bretanha.
Maria foi batizada pouco depois de seu nascimento na Igreja Paroquial de São Miguel. Rumores se espalharam dizendo que ela era fraca e frágil, porém o diplomata inglês Ralph Sadler viu a criança no Palácio de Linlithgow em março de 1543 e escreveu: "é uma criança tão boa quanto eu já vi de sua idade, e provavelmente viverá".
A Escócia foi governada por regentes até Maria alcançar a idade adulta já que ela era um bebê quando herdou o trono. Desde o início havia dois reivindicantes ao cargo: o primeiro era o católico cardeal David Beaton, e o segundo era o protestante Jaime Hamilton, 2.º Conde de Arran e o seguinte na linha de sucessão. A reivindicação de Beaton vinha de uma versão do testamento do rei que seus oponentes dispensaram como falso. Hamilton conseguiu se tornar regente com o apoio de seus amigos e parentes, ficando no cargo até 1554 quando foi removido do cargo por Maria de Guise.

### Tratado de Greenwich

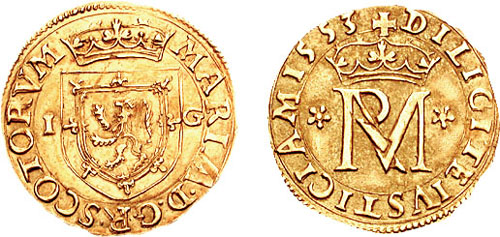
Moeda de 1553: anverso, brasão da Escócia; reverso, monograma real

Henrique VIII aproveitou a oportunidade da regência escocesa para propor o casamento entre Maria e seu filho Eduardo, tendo a esperança de uma união da Escócia com a Inglaterra. Quando a rainha tinha apenas seis meses de idade, foi assinado em 1 de julho de 1543 o Tratado de Greenwich, que dizia que Maria se casaria com Eduardo aos dez anos de idade e se mudaria para a Inglaterra, onde Henrique poderia supervisionar seu crescimento. O tratado ditava que os dois países permaneceriam legalmente separados, e que caso o casal não tivesse filhos a união temporária seria dissolvida. Porém, Beaton voltou ao poder e começou a defender uma política pró-católica e pró-francesa, enfurecendo Henrique que queria quebrar a aliança escocesa com a França. O cardeal queria levar Maria para longe da costa até a segurança do Castelo de Stirling. Hamilton resistiu à mudança, porém cedeu quando os apoiadores armados de Beaton se reuniram em Linlithgow. Mateus Stuart, 4.º Conde de Lennox escoltou Maria e Maria de Guise com três mil homens até Stirling em 27 de julho de 1543. A rainha foi coroada em 9 de setembro de 1543 na capela do castelo com "tal solenidade como eles usam neste país, que não é muito custosa", de acordo com Sadler e Henrique Ray.
Henrique prendeu mercadores escoceses indo para a França pouco depois da coroação, confiscando as mercadorias. As prisões causaram fúria na Escócia e Hamilton juntou-se a Beaton e converteu-se ao catolicismo. Em dezembro o Tratado de Greenwich foi repudiado pelo parlamento escocês. A rejeição do tratado de casamento e a renovação da Velha Aliança com a França fez Henrique partir para o "Rude Cortejo", uma campanha militar que tinha a intenção de impor o casamento de Maria com Eduardo. As forças inglesas realizaram vários ataques contra o território escocês e francês. Edimburgo foi saqueada em maio de 1544 por Eduardo Seymour, 1.º Conde de Hertford, e a rainha foi levada para Dunkeld por segurança.
Beaton foi assassinado em maio de 1546 por membros protestantes da pequena nobreza, e em 10 de setembro de 1547 – nove meses após a morte de Henrique e a ascensão de Eduardo VI – os escoceses sofreram uma enorme derrota na Batalha de Pinkie Cleugh. Os guardiões de Maria temiam por sua segurança e a enviaram para o Priorado de Inchmahome durante três semanas e pediram a ajuda dos franceses.
O rei Henrique II de França propôs unir a França e a Escócia através do casamento da jovem rainha com seu filho de três anos de idade, Francisco, Delfim da França. Hamilton concordou com o casamento por causa da promessa de ajuda militar francesa e um ducado francês para si próprio. Maria mudou-se outra vez em fevereiro de 1548 para sua segurança, desta vez para o Castelo de Dumbarton. Os ingleses deixaram um rastro de devastação e tomaram a importante cidade de Haddington. O muito esperado auxílio francês chegou em junho em Leith, cercando e tomando de volta Haddington. O parlamento escocês se reuniu em 7 de julho de 1548 em um convento perto da cidade e concordou com o tratado de casamento francês.

### Vida na França
Maria, então com cinco anos, foi enviada para a França e passou os próximos treze anos na corte francesa. A frota enviada por Henrique II era comandada por Nicolas Durand de Villegaignon e partiu de Dumbarton com a rainha em 7 de agosto de 1548, chegando em Roscoff ou Saint-Pol-de-Léon na Bretanha cerca de uma semana depois.

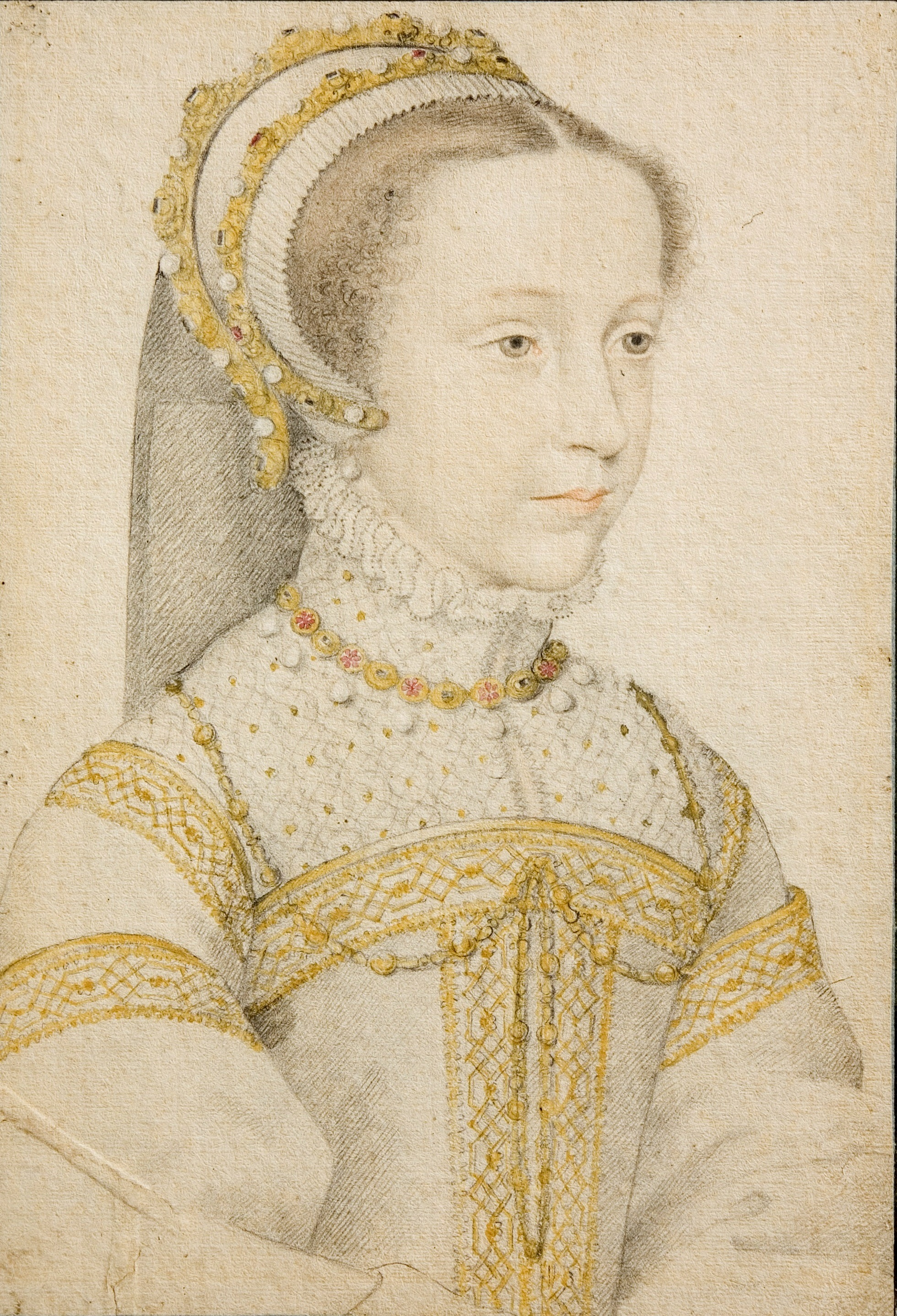
Retrato de Maria na França 1555–59

Foi acompanhada pela sua própria corte que incluía dois meio-irmãos ilegítimos e "quatro Marias", quatro meninas de mesma idade todas chamadas Maria, filhas de algumas das famílias mais nobres da Escócia: Beaton, Seton, Fleming e Livingston. Sua governanta foi Janet Stuart, Lady Fleming e mãe de Maria Fleming, além de filha ilegítima de Jaime IV.
Maria foi descrita por contemporâneos como vivaz, bonita e inteligente, tendo uma infância promissora. Era a favorita de todos na corte francesa, com a exceção da rainha consorte Catarina de Médici. Maria aprendeu a tocar alaúde e virginal, sendo competente na escrita, poesia, equitação, falcoaria e bordado, também aprendendo a falar francês, italiano, latim, espanhol e grego, além de falar seu nativo scots. Ela ficou muito amiga de sua futura cunhada Isabel de Valois, de quem Maria "manteve memórias nostálgicas depois na sua vida". Sua avó materna Antonieta de Bourbon foi outra forte influência na sua infância, atuando como uma de suas principais conselheiras.
Os retratos mostram Maria com uma cabeça pequena e com formato oval, um pescoço longo e delicado, cabelo ruivo claro, olhos castanhos, pálpebras pesadas e abaixadas, sobrancelhas finas e arqueadas, pele branca, uma testa alta e características firmes e regulares. Ela foi considerada uma criança bonita e depois, quando adulta, uma mulher muito atraente. Em algum momento da infância ela pegou varíola, porém a doença não deixou marcas.
A rainha era eloquente e extraordinariamente alta para os padrões do século XVI (quando adulta ela chegou a medir 1,80 m), enquanto seu marido Francisco era gago e anormalmente baixo. Henrique II comentou que "desde o primeiro dia que se conheceram, meu filho e ela se deram bem juntos como se já se conhecessem há muito tempo". Maria assinou um acordo secreto em 4 de abril de 1558 legando a Escócia e sua reivindicação aos tronos inglês e francês caso morresse sem deixar herdeiros. Vinte dias depois casou-se com o delfim na Catedral de Notre-Dame de Paris, com Francisco tornando-se rei consorte da Escócia.

### Pretensão ao trono inglês

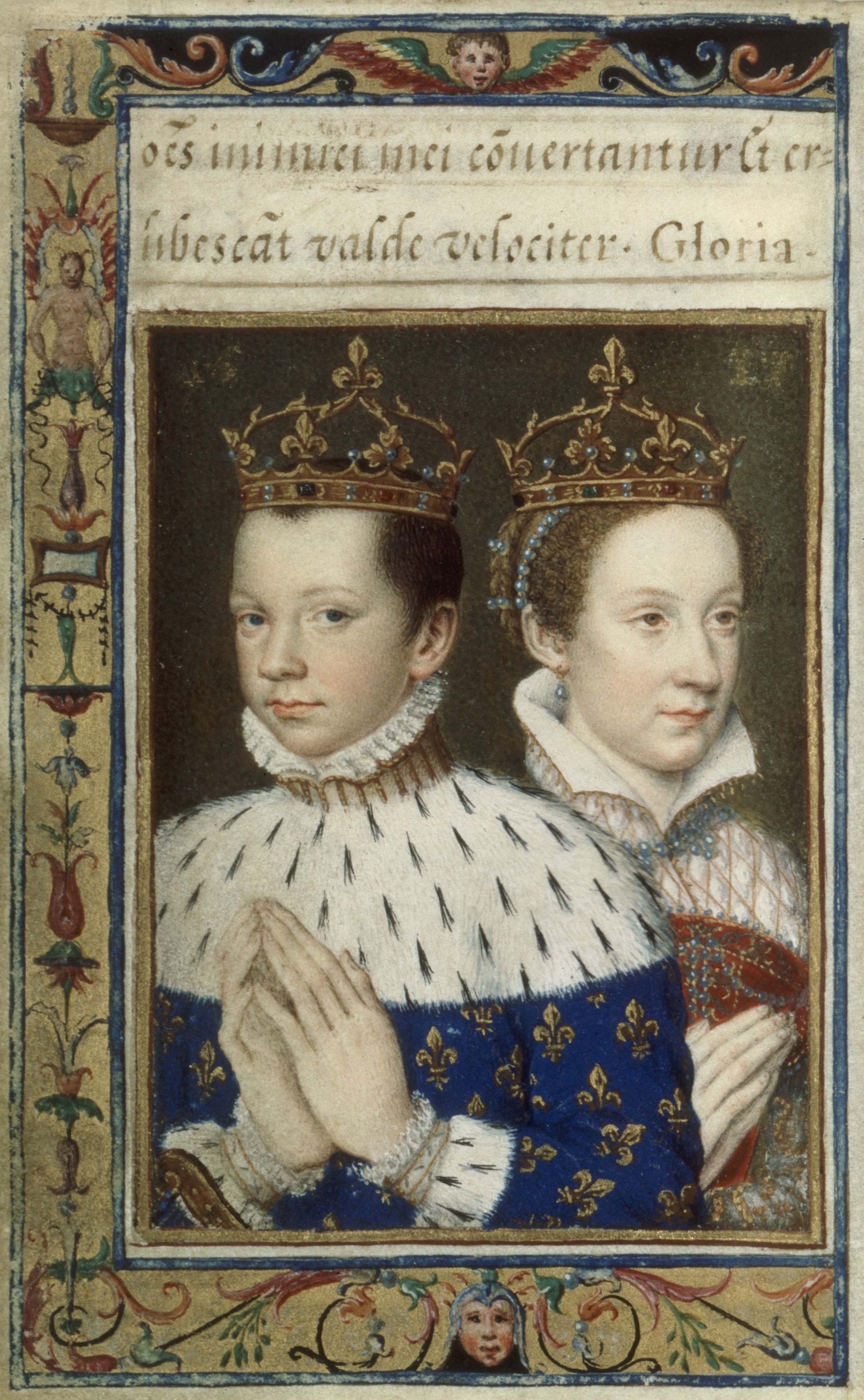
Francisco e Maria c. 1559

Eduardo VI havia morrido em julho de 1553 e fora sucedido por sua meia irmã Maria I, que morreu em novembro de 1558 e por sua vez foi sucedida por sua única meia-irmã ainda viva Isabel I. Sob o Terceiro Ato de Sucessão aprovado em 1543 pelo parlamento inglês, Isabel foi reconhecida como herdeira de seu meio-irmão e meia-irmã, enquanto o testamento de Henrique VIII excluiu a Casa de Stuart da linha de sucessão da Inglaterra. Mesmo assim, Eduardo e Isabel eram vistos por muito católicos como ilegítimos, e que assim Maria da Escócia era a verdadeira rainha inglesa como descendente de Margarida Tudor. Henrique II proclamou que seu filho e sua nora eram os rei e rainha da Inglaterra, fazendo com que o brasão real inglês fosse empalado com o francês de Francisco e o escocês de Maria. Sua reivindicação ao trono da Inglaterra foi um ponto de discórdia permanente entre ela e Isabel.
Henrique II se feriu durante uma justa e morreu em 10 de julho de 1559, assim Francisco, então com quinze anos de idade, ascendeu ao trono com Maria, com dezesseis anos, sendo sua consorte. Os tios da rainha, Francisco, Duque de Guise, e Carlos, Cardeal de Lorena, passaram a dominar a política francesa em uma ascensão chamado por alguns historiadores como "a tirania guisiana".
O poder dos protestantes Lordes da Congregação na Escócia estava crescendo às custas de Maria de Guise, que mantinha controle efetivo apenas através do uso de tropas francesas. Os lordes protestantes convidaram tropas inglesas a entrarem na Escócia em uma tentativa de assegurar o protestantismo; ao mesmo tempo, um levante huguenote em março de 1560 na França chamado Conjuração de Amboise impediu que os franceses enviassem apoio. Assim os irmãos Guise enviaram embaixadores para negociar um acordo. Maria de Guise morreu em 11 de junho de 1560 e a questão do futuro das relações franco-escocesas era urgente. Sob os termos do Tratado de Edimburgo assinado pelos embaixadores de Guise em 6 de julho, os franceses e ingleses retiraram suas tropas do território escocês e a França reconheceu Isabel como a legítima rainha da Inglaterra. Entretanto, Maria, então com dezessete anos e ainda lamentando a morte da mãe, se recusou a ratificar o tratado.

## Retorno à Escócia

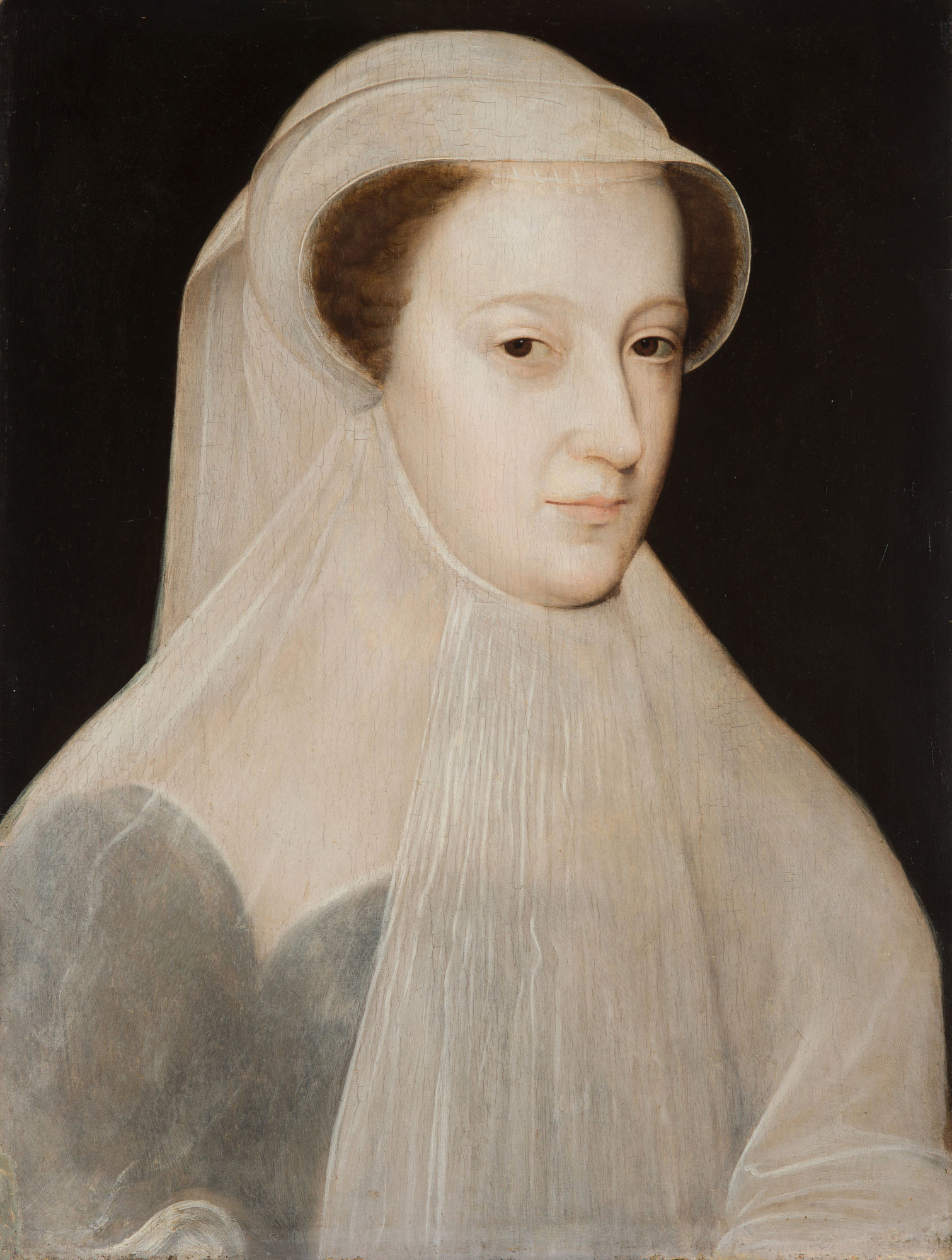
Maria de luto com um vestido branco. Ela recebeu a alcunha de La Reine Blanche ("a Rainha Branca")

Francisco II morreu em 5 de dezembro de 1560 de uma otite média que gerou um abscesso no seu cérebro. Maria ficou devastada. Sua sogra Catarina de Médici tornou-se a regente do novo rei Carlos IX, então com dez anos de idade, irmão mais novo de Francisco.
Maria voltou para a Escócia nove meses após a morte de Francisco, chegando em Leith no dia 19 de agosto de 1561. Ela tinha pouca experiência direta com a complexa situação política de seu país natal já que tinha vivido desde os cinco anos de idade na França. Era vista com suspeita por muitos de seus súditos e por Isabel I por ser católica. O reino estava dividido entre facções católicas e protestantes, com seu meio-irmão ilegítimo Jaime Stuart, 1.º Conde de Moray, sendo um dos líderes protestantes. O reformista protestante João Knox pregou contra Maria, condenando-a por ir a missa, dançar e se vestir de maneira muito elaborada. A rainha o convocou para sua presença para argumentar com ele, sem sucesso, mais tarde acusando Knox de traição, porém ele depois foi inocentado e libertado.
A rainha tolerou a recém estabelecida ascendência protestante, para a decepção do partido católico, e ainda manteve seu meio-irmão como seu principal conselheiro. Seu conselho privado foi nomeado em 6 de setembro de 1561 e era formado por dezesseis homens, mantendo aqueles que já possuíam cargos de estado e sendo dominado por líderes protestantes da crise reformista de 1559–60: Jaime Stuart, Arquibaldo Campbell, 5.º Conde de Argyll, e Alexandre Cunningham, 5.º Conde de Glencairn. Apenas quatro conselheiros eram católicos: João Stuart, 4.º Conde de Atholl; Jorge Hay, 7.º Conde de Erroll; Guilherme Graham, 2.º Conde de Montrose; e Jorge Gordon, 4.º Conde de Huntly e também Lorde Chanceler. A historiadora moderna Jenny Wormald considerou esse conselho notável, sugerindo que a falha de Maria em não nomear um conselho simpático aos interesses católicos e franceses era uma indicação de seu foco no desejo de tomar o trono inglês sobre os problemas internos da Escócia. Mesmo a significante adição posterior de Patrício Ruthven, 3.º Lorde Ruthven, em dezembro de 1563 era de um outro protestante que a rainha pessoalmente não gostava. Nisso ela reconheceu sua falta de poder militar efetivo com os lordes protestantes, enquanto ao mesmo tempo seguia uma política que fortalecia seus laços com a Inglaterra. Ela se juntou em 1562 a Jaime Stuart na destruição de Jorge Gordon, o principal magnata católicos do país, depois dele ter liderado uma rebelião nas Terras Altas contra a rainha.

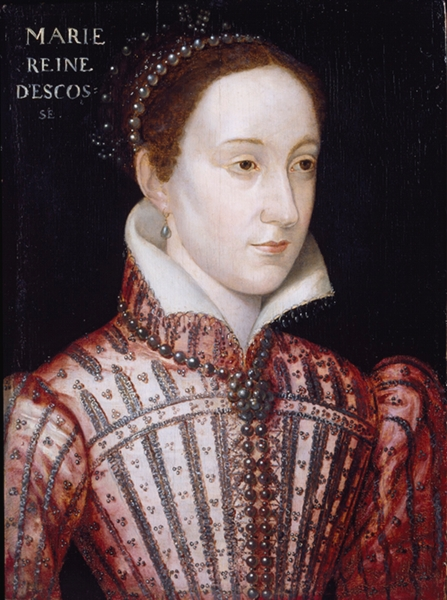
Maria c. 1560, por François Clouet

Maria enviou Guilherme Maitland como embaixador na corte inglesa para apresentar o caso de nomeá-la herdeira presuntiva da Inglaterra. Isabel se recusou a nomear um herdeiro em potencial, temendo que isso instigaria conspirações para tirá-la do poder pelo sucessor nomeado. Entretanto, ela garantiu a Maitland que não conhecia ninguém com melhor reivindicação que Maria. Arranjos foram feitos no final de 1561 e início de 1562 para que as duas rainhas se encontrassem em Iorque ou Nottingham em agosto ou setembro de 1562, porém Isabel enviou sir Henrique Sidney em julho para cancelar por causa das guerras religiosas na França.
A rainha então virou sua atenção para encontrar um novo marido na realeza europeia. Porém, seu tio Carlos, Cardeal de Lorena, começou negociações com o arquiduque Carlos da Áustria sem seu consentimento e ela ficou contra, fazendo com que as negociações ruíssem. Sua própria tentativa de negociar uma união com Carlos, Príncipe das Astúrias e o herdeiro aparente mentalmente instável do rei Filipe II de Espanha, foram barradas por Filipe. Isabel tentou neutralizar Maria sugerindo que ela se casasse com o protestante inglês Roberto Dudley, 1.º Conde de Leicester, um dos favoritos da rainha inglesa quem ela confiava e achava que podia controlar. Ela enviou o embaixador Tomás Randolph para a Escócia a fim de dizer a rainha que caso ela se casasse com um nobre inglês, Isabel iria "proceder à inquisição de seu direito e título para ser nosso próximo primo e herdeiro". A proposta levou a nada, com um dos motivos sendo a falta de interesse e relutância do noivo.
Por outro lado, o poeta francês Pierre de Bocosel de Chastelard aparentemente ficou apaixonado pela rainha. Ele foi descoberto durante uma varredura de segurança no início de 1563 escondido debaixo da cama dela, aparentemente planejando surpreendê-la quando estivesse sozinha para declarar seu amor. Maria ficou horrorizada e o baniu da Escócia. Ele ignorou o édito e dois dias depois invadiu os aposentos dela quando a rainha estava prestes a trocar de roupa. Maria reagiu com fúria e medo, e quando Stuart entrou respondendo aos seus gritos de socorro, ela ordenou "Enfie seu punhal no vilão!", que Stuart se recusou a fazer pois Chastelard já estava imobilizado. O poeta foi julgado por traição e decapitado. Maitland afirmou que o ardor de Chastelard era fingido e que ele era parte de um plano huguenote para descreditar Maria ao manchar sua reputação.

## Casamento com Lorde Darnley

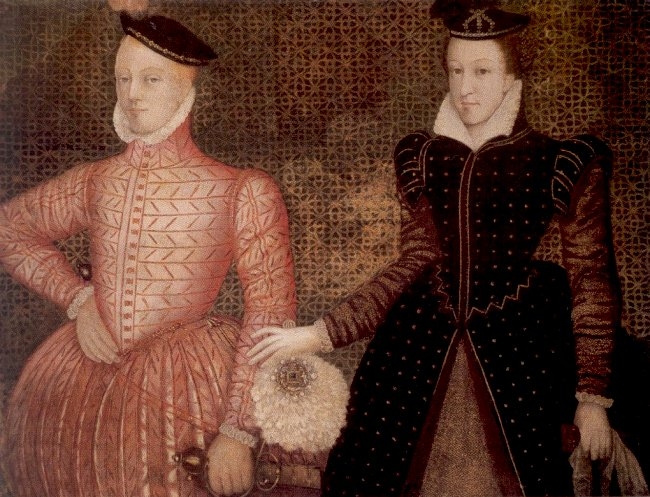
Henrique Stuart e Maria

Maria conheceu brevemente Henrique Stuart, Lorde Darnley, em fevereiro de 1561 enquanto ainda estava de luto por Francisco. Os pais de Henrique eram Mateus Stuart, 4.º Conde de Lennox, e Margarida Douglas, que eram aristocratas escoceses e também donos de terras ingleses que enviaram o filho para a França para dar condolências a rainha e também na esperança de uma futura união entre os dois. Tanto Maria quanto Henrique eram netos de Margarida Tudor e descendentes patrilineares dos Altos Comissários da Escócia. Ele partilhava uma linhagem recente com o clã Hamilton como descendente de Maria Stuart, filha do rei Jaime II. Os dois se encontraram novamente em 17 de fevereiro de 1565 no Castelo de Wemyss, com Maria se apaixonando pelo "rapaz comprido" (como Isabel o chamava – ele tinha mais de 1,80 m de altura). Eles se casaram em 29 de julho de 1565 no Palácio de Holyrood, mesmo com ambos sendo católicos e sem a dispensa papal necessária por serem primos diretos.
Os políticos ingleses Guilherme Cecil e Roberto Dudley trabalharam para conseguirem a licença de Henrique para ele viajar da Inglaterra até a Escócia. Isabel se sentiu ameaçada pelo casamento, apesar de terem sido seus conselheiros a juntarem o casal, porque como ambos eram descendentes de sua tia, tanto Maria quanto Henrique eram reivindicantes ao trono inglês e seu filho herdaria uma reivindicação combinada ainda mais forte. Porém, a insistência da rainha escocesa pelo casamento parece ter vindo de paixão ao invés de cálculos políticos. O embaixador inglês Nicolau Throckmorton afirmou que "a palavra é que ela [Maria] certamente está enfeitiçada", complementando que o casamento só poderia ser evitado "pela violência". A união enfureceu Isabel que achava que o matrimônio não deveria ter acontecido sem sua permissão já que Henrique era tanto seu primo quanto um súdito inglês.

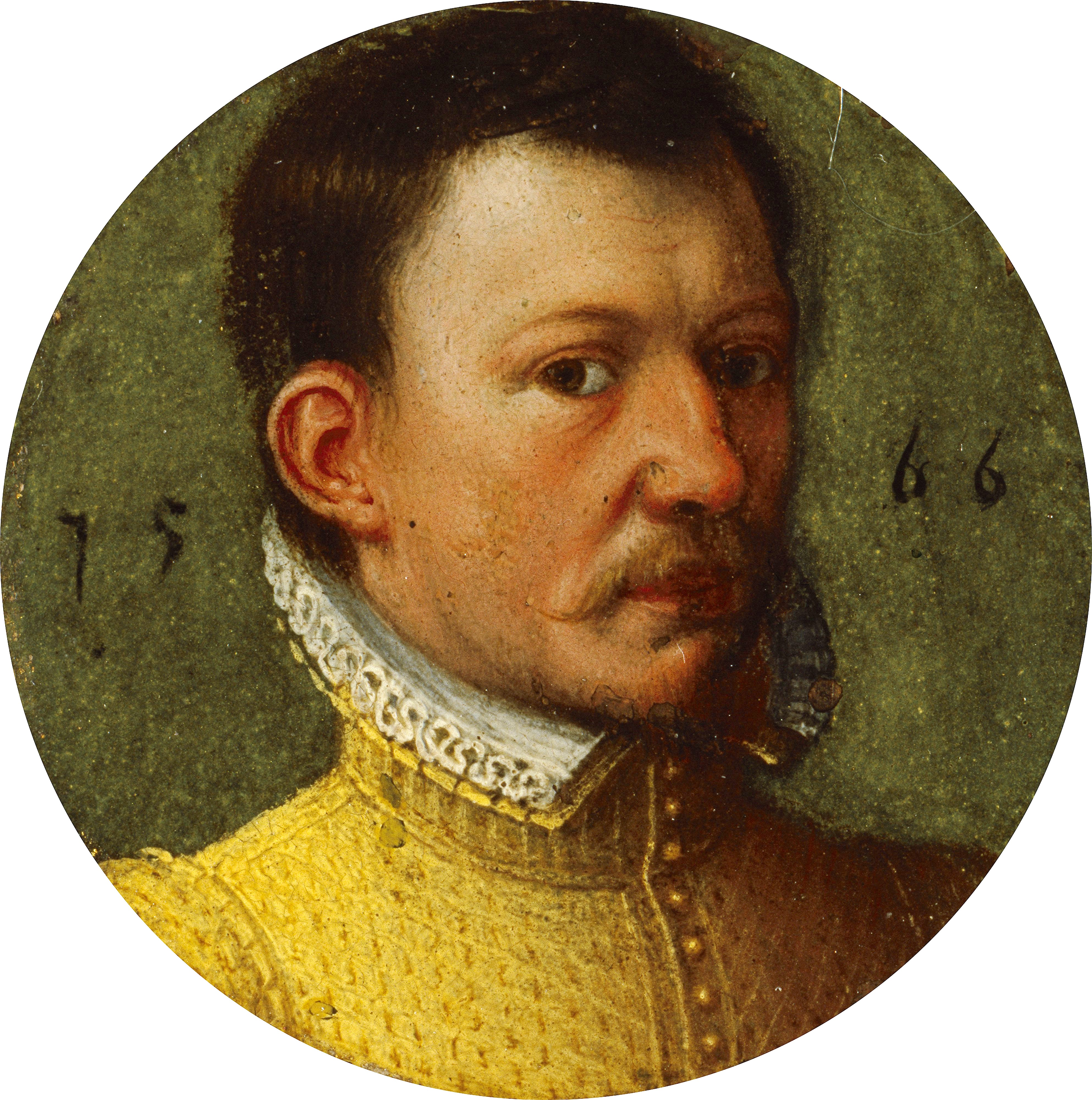
Jaime Hepburn, 4.º Conde de Bothwell

O casamento de Maria com um católico fez seu meio-irmão Jaime Stuart se juntar aos lordes protestantes em uma rebelião, incluindo Arquibaldo Campbell, 5.º Conde de Argyll, e Alexandre Cunningham, 5.º Conde de Glencairn. A rainha foi embora de Edimburgo em 26 de agosto de 1565 a fim de confrontá-los; Stuart chegou na cidade no dia 30, porém logo partiu depois de não ter conseguido tomar o castelo. Maria voltou para a capital no mês seguinte para reunir mais tropas. No Ataque de Chaseabout, Maria e suas forças e Stuart com os lordes revoltosos rodaram pela Escócia sem nunca entrarem em combate direito. Os números da rainha aumentaram com a libertação Jorge Gordon, 5.º Conde de Huntly, e o retorno da França de Jaime Hepburn, 4.º Conde de Bothwell. Stuart não conseguiu arranjar apoio suficiente e pediu asilo na Inglaterra em outubro. Maria ampliou seu conselho privado para incluir tanto católicos (João Lesley, Bispo de Ross; e Simão Preston, Reitor de Edimburgo) e protestantes (Jorge Gordon; Alexandre Gordon, Bispo de Galloway; João Maxwell de Terregles e sir Jaime Balfour).
Henrique logo ficou arrogante. Ele exigiu a Coroa Matrimonial por estar insatisfeito com sua situação de rei consorte, o que o faria co-soberano da Escócia e com o direito de manter o trono para si mesmo caso vivesse mais que a esposa. Maria recusou o pedido e o casamento dos dois ficou tenso mesmo com ela engravidando em outubro de 1565. Henrique ficou com ciúmes da amizade da rainha com seu secretário católico David Rizzio, que certos rumores apontavam como o verdadeiro pai da criança. Henrique entrou em março de 1566 em uma conspiração com os lordes protestantes, que incluíam os nobres que anteriormente haviam se rebelado contra Maria no Ataque de Chaseabout. Um grupo de conspiradores, acompanhados pelo rei consorte, assassinou Rizzio em 9 de março na frente de Maria durante um jantar no Palácio de Holyrood. Henrique ficou desiludido e trocou de lado dois dias depois, e a rainha recebeu Stuart no palácio. Henrique e Maria escaparam na noite do dia 11 para o 12 de março e se refugiaram temporariamente no Castelo de Dunbar, retornando para Edimburgo no dia 18. Os rebeldes Stuart, Campbell e Cunningham voltaram para o conselho.

### Assassinato de Henrique

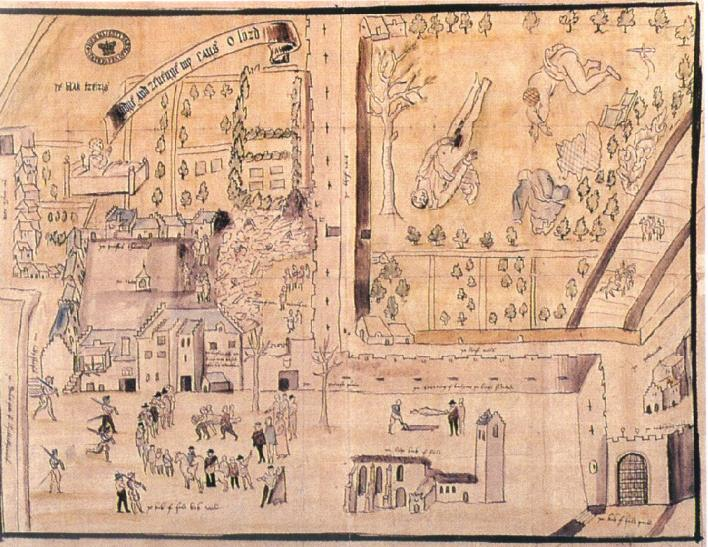
Kirk o' Field por Guilherme Cecil, desenhado pouco depois do assassinato de Henrique em 1567

Jaime, filho de Maria e Henrique, nasceu em 19 de junho de 1566 no Castelo de Edimburgo, porém o assassinato de Rizzio levou inevitavelmente ao colapso do casamento. Enquanto estava hospedada em Jedburgo nas Fronteiras Escocesas em outubro do mesmo ano, Maria cavalgou por pelo menos quatro horas para visitar Jaime Hepburn no Castelo Hermitage, onde ele estava doente por causa de ferimentos adquiridos durante um ataque de foras da lei. A viagem depois foi usada por seus inimigos como evidência que os dois eram amantes, apesar de nenhuma suspeita ter aparecido na época e a rainha esteve acompanhada por guardas e conselheiros. Ela sofreu uma séria doença imediatamente ao voltar para Jedburgo, frequentemente vomitando, perdendo a visão, perdendo a fala, tendo convulsões e passando por períodos de falta de consciência. Acreditou-se que Maria estava morrendo. Sua recuperação a partir de 25 de outubro foi creditada para seus médicos franceses. Não se sabe a causa da doença; os diagnósticos incluem exaustão física e estresse mental, hemorragia ou uma úlcera gástrica, e até mesmo porfiria.
Maria e os principais nobres escoceses se encontraram no Castelo de Craigmillar em novembro de 1566 para discutir o "problema de Darnley". O divórcio foi discutido, porém um acordo foi chegado entre os lordes presentes para retirar Henrique por outros meios: "Achou-se conveniente e mais rentável para o bem comum ... que um jovem tão tolo e tirano orgulhoso não deveria reinar sobre eles; ... que ele deva ser retirado de um jeito ou de outro; e quem deve tomar a ação ou fazê-la; eles devem defendê-lo". Henrique temia por sua segurança e foi para Glasgow ficar nas propriedades de seu pai durante o natal logo depois do batismo de seu filho. Ele teve febre no início da viagem, possivelmente varíola, sífilis ou envenenamento, ficando doente por algumas semanas.
Maria pediu no final de janeiro de 1567 que Henrique voltasse para Edimburgo. Ele se recuperou de sua doença ficando em uma casa pertencente ao irmão de sir Jaime Balfour, a antiga abadia de Kirk o' Field perto da cidade.  A rainha o visitou diariamente e assim pareceu que eles estavam se reconciliando. Maria visitou o marido na noite do dia 9 de fevereiro e depois compareceu ao casamento de seu criado Bastião Pagez. Uma explosão devastou Kirk o' Field nas primeiras horas do dia 10, com o corpo de Henrique sendo encontrado nos jardins, aparentemente sufocado. Não havia sinais visíveis de estrangulamento ou outra violência no corpo. Hepburn, Stuart, Maitland, Jaime Douglas, 4.º Conde de Morton, e a própria rainha estavam dentre os suspeitos. Isabel escreveu para Maria sobre os rumores: "Eu não cumpriria corretamente o cargo de prima fiel ou amiga afetuosa se eu não ... lhe contar o que todo o mundo está a pensar. Homens dizem que, ao invés de prenderes os assassinos, estás olhando para seus dedos enquanto eles escapam; que não procurarás vingança sobre aqueles que te fizeram tanto prazer, como se o ato jamais tivesse sido praticado caso os culpados não tivessem recebido impunidade. De minha parte, peço que acredites que tal nunca passará por minha cabeça".
Hepburn era tido como o principal suspeito do assassinato ao final de fevereiro. Mateus Stuart, pai de Henrique, exigiu que Hepburn fosse julgado perante o parlamento, com Maria concordando, porém seu pedido de adiamento para juntar mais evidências foi negado. Ele foi inocentado em 12 de abril depois de um julgamento de sete horas sem a presença de Mateus Stuart e sem nenhuma evidência apresentada contra. Hepburn conseguiu convencer mais de uma dúzia de lordes e bispos a assinarem uma semana depois o Laço da Taverna Ainslie, em que concordavam em apoiar seu objetivo de se casar com a rainha.

## Abdicação e prisão na Escócia

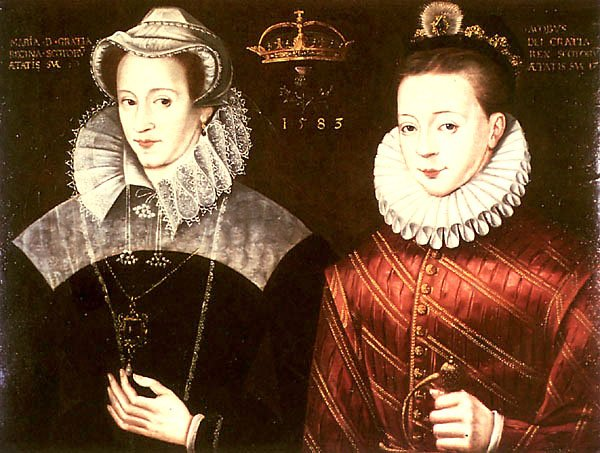
Maria e Jaime. Na realidade, ela viu o filho pela última vez quando ele tinha dez meses de idade

Maria visitou seu filho em Stirling pela última vez em 21 e 23 de abril de 1567. Ela foi sequestrada por Hepburn e seus homens no dia 24 enquanto voltava para Edimburgo, de boa vontade ou não, e levada ao Castelo de Dunbar onde ele talvez a tenha estuprado. Maria e Hepburn voltaram para a capital em 15 de maio e se casaram em uma cerimônia protestante no palácio ou abadia de Holyrood. Hepburn havia se divorciado doze dias antes de sua esposa Joana Gordon, irmã de Jorge Gordon.
A rainha inicialmente acreditou que muitos nobres apoiavam o casamento, porém as coisas logo pioraram entre Hepburn e os outros pariatos, com a união mostrando-se muito impopular. Os católicos consideravam o casamento como ilegal, já que não reconheciam o divórcio de Hepburn e a validade da cerimônia protestante. Tanto os protestantes quanto os católicos ficaram chocados que Maria tenha se casado com o homem acusado de assassinar seu antigo marido. O casamento foi turbulento e ela ficou desanimada. 26 pariatos escoceses, conhecidos como lordes confederados, reuniram um exército e se viraram contra Maria e Hepburn. Os dois enfrentaram os lordes em 15 de junho na Batalha do Morro de Carberry, porém as forças realistas praticamente desapareceram através de deserções e negociações. Hepburn recebeu passagem segura para ir embora do campo de batalha e os lordes levaram Maria para Edimburgo, onde as multidões a acusavam de ser uma adúltera e assassina. Ela foi aprisionada na noite seguinte dentro do Castelo de Loch Leven, em uma ilha no meio do Loch Leven. Ela abortou gêmeos entre os dias 20 e 23 de julho. Maria foi forçada a abdicar do trono em 24 de julho em favor de seu filho Jaime, então com apenas um ano de idade. Jaime Stuart foi nomeado regente e Hepburn foi forçado ao exílio. Ele foi aprisionado na Dinamarca, ficou insano e morreu em 1578.

## Fuga e prisão na Inglaterra
Maria fugiu do Castelo de Loch Leven em 2 de maio de 1568 com a ajuda de Jorge Douglas, irmão do dono do castelo sir Guilherme Douglas. Ela conseguiu reunir um exército de seis mil homens e se encontrou com as forças em menor número de Jaime Stuart em 13 de maio na Batalha de Langside. A rainha foi derrotada e fugiu para o sul; ela passou a noite na Abadia de Dundrennan e cruzou o Estuário de Solway para a Inglaterra no dia 16 dentro de um barco pesqueiro. Maria desembarcou em Workington no norte da Inglaterra e passou a noite no Workington Hall. Oficiais locais a levaram sob custódia preventiva em 18 de maio para o Castelo de Carlisle.
Maria aparentemente esperava que Isabel a ajudasse a reconquistar o trono. A rainha inglesa estava cautelosa e ordenou que uma investigação fosse realizada sobre a conduta dos lordes confederados e se Maria era culpada do assassinato de Henrique. As autoridades inglesas levaram a rainha escocesa para o Castelo de Bolton em julho de 1568 porque era mais longe da fronteira escocesa, porém não tão perto de Londres. Uma comissão de inquérito seu reuniu em Iorque e depois em Westminster entre outubro de 1568 e janeiro de 1569. Seus apoiadores na Escócia travaram uma guerra civil contra Stuart e seus sucessores.

### Cartas do cofre

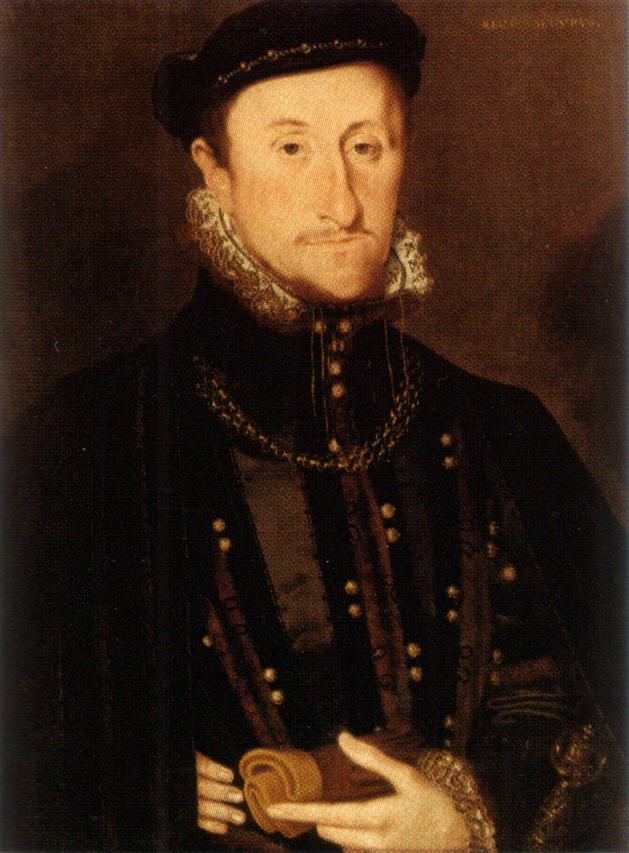
Jaime Stuart, 1.º Conde de Moray, por Hans Eworth

Como rainha soberana, Maria se recusou a reconhecer o poder de qualquer corte para julgá-la e não compareceu pessoalmente aos inquéritos em Iorque (porém mandou representantes); de qualquer forma Isabel não permitiu que ela comparecesse. Stuart apresentou como provas contra Maria as chamadas cartas do cofre: oito cartas não assinadas supostamente da rainha para Hepburn, dois contratos de casamento, um soneto de amor ou sonetos que afirmou-se terem sido encontrados em um pequeno cofre de prata de 30 cm decorado com o monograma de Francisco II. Maria negou tê-las escrito, dizendo que sua caligrafia não era difícil de ser imitada, insistindo que todos os documentos eram falsos. Eles foram vistos como cruciais sobre a questão da culpa da rainha no assassinato de Henrique. Tomás Howard, 4.º Duque de Norfolk e presidente da comissão de inquérito, descreveu as cartas como horríveis, enviando cópias para Isabel dizendo que caso fossem genuínas provariam a culpa de Maria.
A autenticidade das cartas do cofre tem sido assunto de grande controvérsia dentre os historiadores. É impossível provar a veracidade ou falsidade delas. As originais em francês foram provavelmente destruídas por Jaime VI em 1584. As cópias restantes, em francês ou traduzidas para o inglês, não representam o conjunto completo. Existem transcrições incompletas da década de 1570 em inglês, escocês, francês e latim. Outros documentos incluíam o divórcio de Hepburn e Joana Gordon. Stuart enviou um mensageiro a Dunbar em setembro para conseguir cópias dos procedimentos.
Biógrafos como Antonia Fraser, Alison Weir e John Guy chegaram a conclusão que ou os documentos eram completamente falsos, ou passagens incriminadoras foram inseridas em cartas verdadeiras, ou que as cartas foram escritas para Hepburn por outras pessoas ou ainda que Maria as escreveu para outra pessoa. Entretanto, certas frases (incluindo versos ao estilo de Pierre de Ronsard) e características do estilo eram compatíveis com as cartas da rainha.
As cartas só vieram a público na conferência de 1568, apesar do conselho privado escocês já tê-las visto em dezembro de 1567. Os documentos nunca foram publicados na Escócia para apoiar sua abdicação forçada e aprisionamento. A historiadora Jenny Wormald acredita que a relutância escocesa em produzir as cartas e sua subsequente destruição em 1584, não importando o conteúdo, indicam que continham reais evidências contra Maria, enquanto Weir pensa que isso demonstra que os lordes precisaram de tempo para fabricá-las. Alguns contemporâneos da rainha que viram as cartas não tinham dúvidas que eram genuínas. Dentre eles estava Tomás Howard, que secretamente planejava se casar com ela ao longo da comissão, apesar de ter negado isso quando Isabel comentou sobre os planos de casamento dele, dizendo "ele nunca quis se casar com uma pessoa onde não podia ter certeza de seu travesseiro".
Depois de estudarem os conteúdos e compararem as caligrafias com exemplos da escrita de Maria, os comissários aceitaram as cartas do cofre como genuínas. Isabel concluiu o inquérito com o veredito que desejava: nada havia sido provado contra Maria ou os lordes confederados. A rainha inglesa não queria culpar nem inocentar a prima de assassinato por razões políticas, nunca tendo existido a intenção de proceder judicialmente; a conferência tinha a intenção de servir como exercício político. Stuart voltou para a Escócia como seu regente e Maria permaneceu em custódia na Inglaterra. Isabel foi bem sucedida em manter um governo protestante escocês sem condenar ou libertar sua colega soberana. Na opinião de Fraser, foi um dos "julgamentos" mais estranhos da história jurídica, encerrando-se sem condenar ou inocentar os envolvidos enquanto um voltava para casa e a outra permanecia em custódia.

### Conspirações

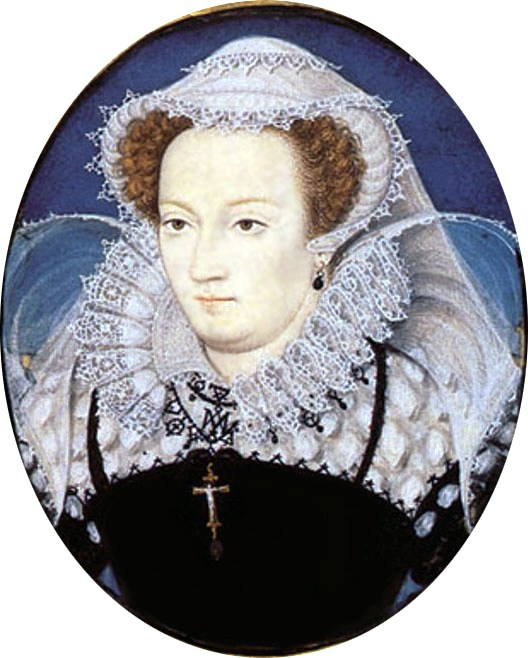
Maria c. 1578 por Nicholas Hilliard

Maria foi transferida para o Castelo de Tutbury em 26 de janeiro de 1569 e foi colocada aos cuidados de Jorge Talbot, 6.º Conde de Shrewsbury, e sua esposa Bess de Hardwick. Isabel considerava como sérias ameaças as aspirações de Maria para o trono inglês e assim a confinou às propriedades de Talbot, incluindo Tutbury, o Castelo de Sheffield, a Mansão Wingfield e a Casa Chatsworth, todas localizadas no interior da Inglaterra, no meio do caminho entre Londres e a Escócia e distante do mar. A rainha escocesa recebeu permissão para ter seus próprios criados, que nunca passaram de dezesseis, e precisava de trinta carroças para transportar seus pertences de residência para residência.  Seus aposentos eram decorados com ricas tapeçarias e tapetes, além de seu próprio baldaquino que tinha bordado a frase En ma fin est mon commencement ("No meu final está meu começo"). Suas roupas de cama eram trocadas diariamente e seus próprios cozinheiros preparavam refeições que eram servidas em pratos de prata. Ela ocasionalmente recebia permissão para sair sob rígida supervisão, passando sete verões na estância termal de Buxton, com bordado sendo seu passatempo preferido. Sua saúde piorou, talvez por porfiria ou pela falta de exercícios, passando a sofrer de reumatismo em seus membros na década de 1580, ficando manca.

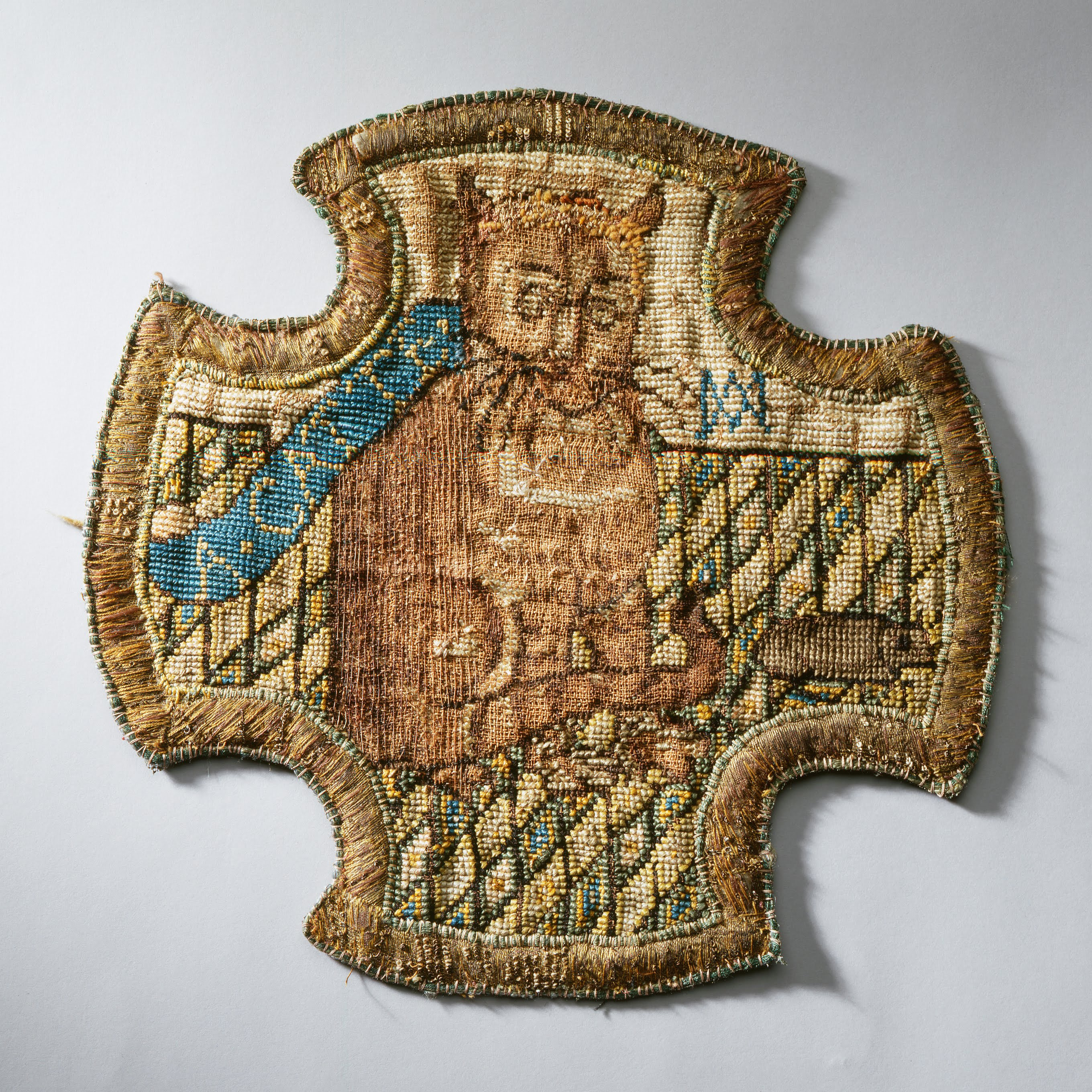
Bordado feito por Maria durante seu tempo na Inglaterra

Isabel tentou mediar a restauração de Maria em maio de 1569 em troca de garantias para o protestantismo, porém uma convenção realizada em Perth rejeitou completamente a ideia. Howard continuou a tramar um casamento, porém a rainha inglesa o aprisionou na Torre de Londres entre outubro de 1569 e agosto de 1570. Stuart foi assassinado no início de 1570; sua morte coincidiu com a Rebelião do Norte liderada por condes católicos, o que persuadiu Isabel que Maria era uma ameaça. Tropas inglesas intervieram na guerra civil escocesa, consolidando o poder das forças antiMaria. Sir Francisco Walsingham e Guilherme Cecil, 1.º Barão Burghley, principais secretários de Isabel, vigiaram Maria através de espiões infiltrados em sua criadagem.
Walsingham e Cecil descobriram em 1571 a Conspiração de Ridolfi, que era um plano para substituir Isabel por Maria com a ajuda de tropas espanholas e Howard. O duque foi executado e o parlamento inglês apresentou um projeto de lei que impedia a ascensão da rainha escocesa ao trono inglês, porém Isabel se recusou a dar seu consentimento real. As cartas do cofre foram publicadas em Londres para desacreditar Maria. As conspirações ao seu redor continuaram. O papa Gregório XIII apoiou um plano na metade da década de 1570 para casá-la com João da Áustria, governador dos Países Baixos e meio-irmão do rei Filipe II de Espanha, que supostamente organizaria uma invasão da Inglaterra pelos Países Baixos Espanhóis. Walsingham apresentou o Vínculo de Associação e o Decreto pela Segurança da Rainha depois da Conspiração de Throckmorton em 1583, que autorizavam a execução de qualquer um que conspirasse contra Isabel e tinham a intenção de impedir um sucessor putativo de se beneficiar de seu assassinato. Guilherme Parry foi condenado em fevereiro de 1585 por tramar contra a rainha sem o conhecimento de Maria, porém seu agente Tomás Morgan foi implicado. Ela foi colocada sob a rígida custódia de sir Amias Paulet, sendo transferida para uma mansão em Chartley no natal.

## Morte

### Julgamento

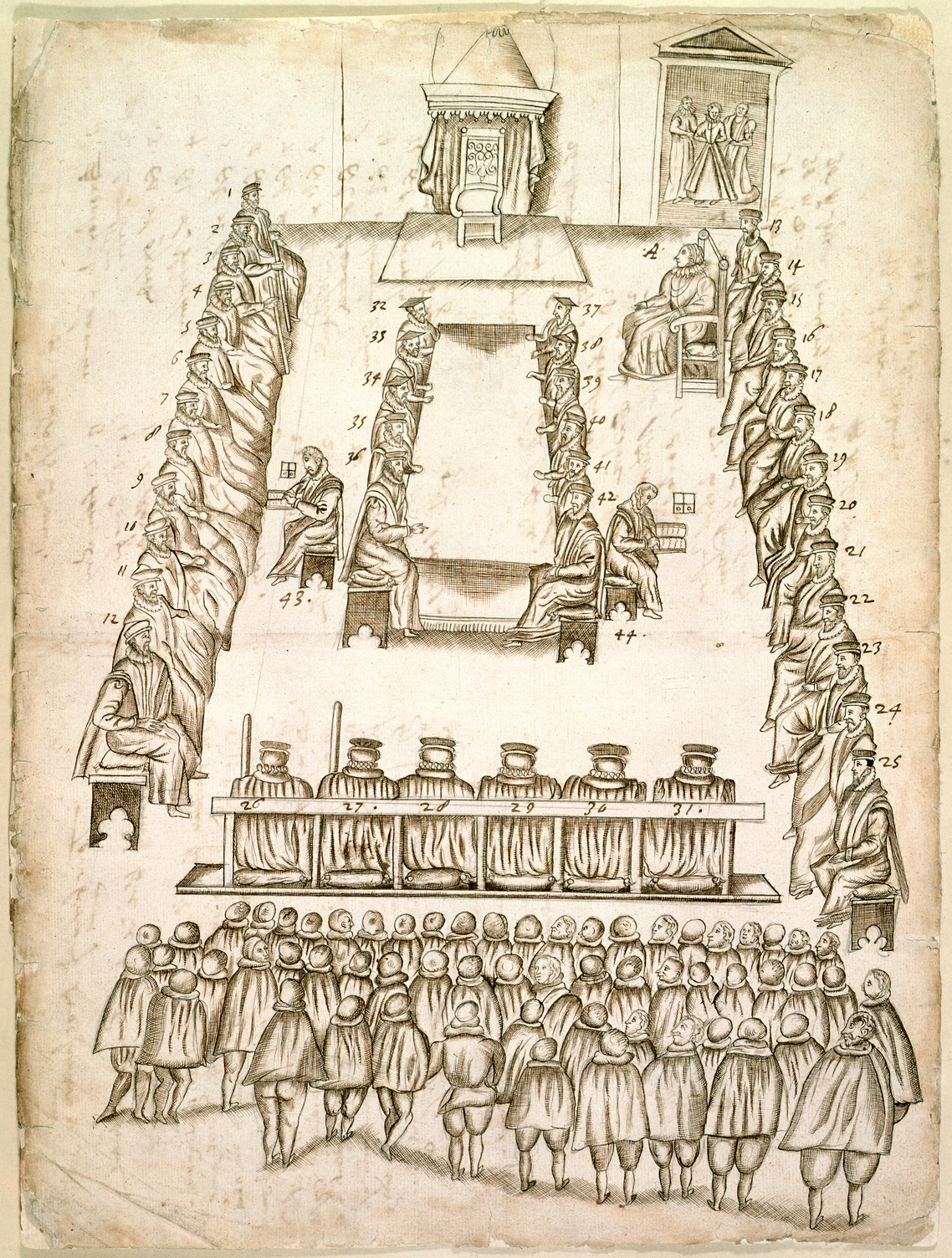
Desenho contemporâneo do julgamento de Maria

Maria foi implicada na Conspiração de Babington e foi presa em 11 de agosto de 1586, sendo levada até Tixall. Walsingham deliberadamente conseguiu que as cartas da rainha escocesa fossem tiradas de Chartley em uma tentativa bem sucedida de incriminá-la. Maria foi levada a acreditar que suas cartas estavam seguras quando na realidade haviam sido decifradas e lidas pelo secretário. A partir dessas cartas ficou claro que ela havia sancionado uma tentativa de assassinato contra Isabel. Maria foi levada para o Castelo de Fotheringhay, chegando em 25 de setembro, e foi colocada sob julgamento em outubro diante um júri formado por 36 nobres pela acusação de traição de acordo com Decreto pela Segurança da Rainha; dentre os jurados estavam Cecil, Talbot e Walsingham. Maria negou todas as acusações, pedindo para os jurados "Olhem em suas consciências e lembrem-se que o cenário do mundo inteiro é maior que o reino da Inglaterra". Ela salientou o fato de não ter recebido a oportunidade de ver as evidências, que seus documentos haviam sido tomados, que lhe foi negado o direito de aconselhamento legal e que não podia ser condenada por traição porque era uma rainha estrangeira e assim não uma súdita inglesa.
Maria foi condenada e sentenciada a morte em 25 de outubro com apenas um comissário expressando uma opinião contrária. Isabel hesitou em ordenar a execução, mesmo enfrentando pressão do parlamento para que a sentença fosse cumprida. Ela estava preocupada que matar uma rainha criaria um precedente desonroso e temia as consequências, especialmente se em retaliação Jaime VI da Escócia formasse uma aliança com as potências católicas e invadisse a Inglaterra. Isabel pediu a Paulet que encontrasse um modo clandestino de "encurtar a vida" de Maria, porém ele se recusou dizendo que não queria fazer "da minha consciência um naufrágio, ou deixar tão grande mancha em minha pobre posteridade". Ela assinou o mandato de morte em 1 de fevereiro de 1587 e o deixou com seu conselheiro privado Guilherme Davison. Dez membros do conselho privado foram convocados dois dias depois por Cecil sem o conhecimento da rainha inglesa, decidindo executar a sentença imediatamente.

### Execução

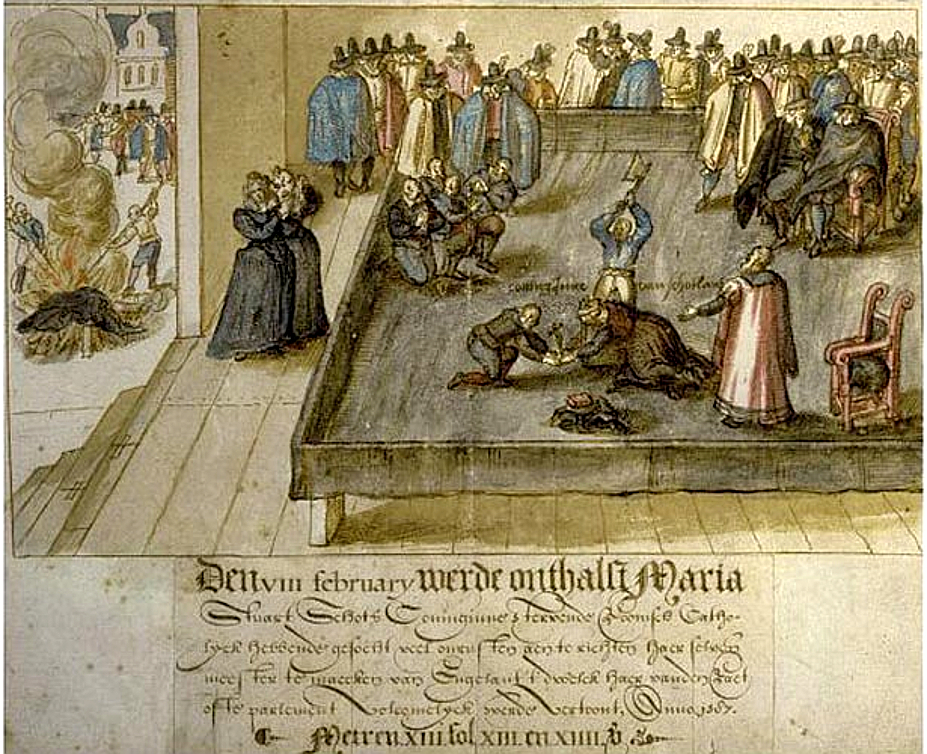
Ilustração da execução de Maria, c. 1613 por um artista dinamarquês

Maria soube em 7 de fevereiro de 1587 que seria executada na manhã do dia seguinte. Ela passou suas últimas horas de vida rezando, distribuindo seus pertences dentre sua criadagem, escrevendo um testamento e uma carta para ser enviada ao rei da França. Um cadafalso preto foi erguido no grande salão de Fotheringhay. Ele tinha dois ou três degraus de altura e continha um bloco de execução, uma almofada para ela se ajoelhar e três banquinhos, um para ela e os outros dois para Talbot e Henrique Grey, 6.º Conde de Kent, as testemunhas de sua execução. Os carrascos (um chamado Touro e seu assistente) se ajoelharam diante dela e pediram por perdão. Maria respondeu, "Eu os perdoo com todo meu coração, pois agora, espero, vocês darão final a todos os meus problemas". Os carrascos e suas criadas Joana Kennedy e Isabel Curle ajudaram a rainha e tirar suas vestimentas externas, revelando uma anágua de veludo e um par de luvas de vermelho-marrom, as cores litúrgicas católicas do martírio, com um corpete de cetim preto e enfeites também pretos. Ao tirar as vestes ela sorriu e disse que "nunca tive tais noviços antes... nem nunca despi de minhas roupas diante tal companhia". Maria foi vendada por Kennedy com um véu branco bordado em ouro, se ajoelhou na almofada na frente do bloco, posicionou sua cabeça e esticou seus braços. Suas últimas palavras foram "In manus tuas, Domine, commendo spiritum meum" ("Em tuas mãos, ó Senhor, entrego meu espírito").
Maria não foi decapitada com um golpe único. O primeiro golpe errou seu pescoço e atingiu-lhe a parte de trás da cabeça. O segundo golpe cortou-lhe o pescoço, exceto por um pequeno pedaço de tendão, que o carrasco cortou com um machado. Em seguida ele levantou a cabeça e declarou: "Deus salve a Rainha!" Nesse momento as tranças ruivas do cabelo de Maria mostraram-se ser na verdade uma peruca e a sua cabeça caiu no chão, revelando que ela tinha um cabelo grisalho bem curto. Afirma-se que um pequeno cachorro skye terrier estava escondido no meio das saias da rainha. Ele se recusou a ser tirado de perto de sua dona e estava coberto de sangue, sendo retirado à força e lavado. Itens supostamente carregados por Maria na execução são de proveniência duvidosa; relatos contemporâneos afirmam que todas as suas roupas, o bloco e tudo que foi tocado por seu sangue foi queimado na lareira do grande salão para impedir caçadores de relíquias.

## Legado

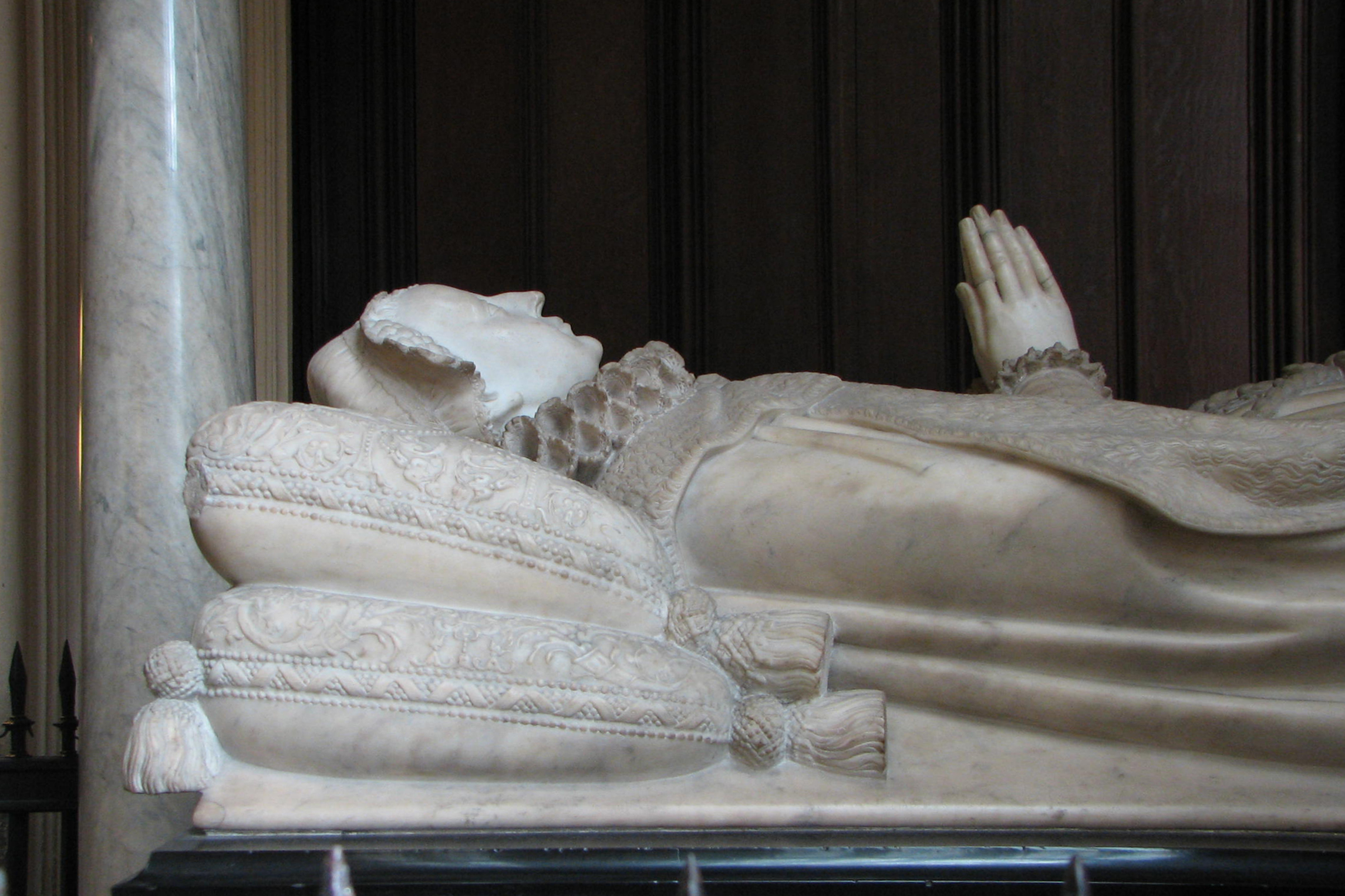
Túmulo de Maria na Abadia de Westminster

Isabel ficou indignada quando soube da execução e afirmou que Davison havia desobedecido suas instruções ao se separar do mandato de execução e que o conselho privado agiu sem sua autoridade. A vacilação da rainha inglesa e suas instruções deliberadamente vagas lhe deram negação plausível para tentar evitar ser diretamente envolvida na morte de Maria. Davison foi aprisionado na Torre de Londres e condenado por conivência. Ele foi solto dezenove meses depois quando Cecil e Walsingham intercederam a seu favor.
Maria havia pedido para ser enterrada na França, porém Isabel recusou a ideia. Seu corpo foi embalsamado e deixado em um caixão de chumbo até seu enterro na Catedral de Peterborough, em um serviço protestante, no final de julho. Seus intestinos haviam sido removidos durante o embalsamamento e foram secretamente enterrados no Castelo de Fotheringhay. Seu corpo foi exumado em 1612 e reenterrado na Abadia de Westminster a mando de seu filho Jaime VI & I, em uma tumba oposta a de Isabel. A tumba foi aberta em 1867, enquanto historiadores tentavam encontrar o local de enterro de Jaime; ele acabou sendo encontrado perto de Henrique VII, porém muito de seus descendentes, incluindo Isabel Stuart, Rainha da Boêmia, o príncipe Ruperto do Reno e os filhos da rainha Ana da Grã-Bretanha, foram enterrados no mesmo túmulo de Maria.
Avaliações de Maria no século XVI eram divididas entre reformistas protestantes como Jorge Buchanan e João Knox, que a difamaram sem piedade, a católicos como Adão Blackwood, que a defenderam e elogiaram. O historiador Guilherme Camden escreveu uma biografia oficial a partir de documentos originais depois da ascensão de Jaime VI na Inglaterra. Ele condenou os trabalhos de Buchanan e "enfatizou a má sorte de Maria ao invés de seu mau caráter". As interpretações diferentes perduraram no século XVIII: Guilherme Robertson e David Hume afirmaram que as cartas do cofre eram genuínas e que a rainha era culpada de adultério e assassinato, porém Guilherme Tytler defendia o contrário. O trabalho de Antonia Fraser na segunda metade do século XX foi aclamado como "mais objetivo ... livre dos excessos de bajulação ou ataque" que caracterizaram biografias anteriores, com seus contemporâneos Gordon Donaldson e Ian B. Cowan também produzindo obras mais equilibradas. A historiadora Jenny Wormald concluiu que Maria foi uma falha trágica que não conseguiu lidar com as exigências colocadas sobre ela, porém sua visão foi dissidente ao não dizer que a rainha era um peão nas mãos dos nobres do reino. Não existem provas concretas de sua cumplicidade na morte de Darnley ou participação em alguma conspiração com Bothwell. Tais acusações baseiam-se em presunções e a biografia de Buchanan é atualmente descreditada como "quase completamente fantasia". A coragem de Maria durante sua execução ajudou a estabelecer sua imagem popular de uma vítima heroica em uma tragédia dramática.

## Árvore genealógica
|                           |                           |                           |                           |                           |                           |                         |                         |                           |                           |                           |                           |                                  |                                  |                                  |                                  |                                  |                                  |                |                |                |                |           |           | Jaime II                           |                                    |                                    |                                    |                                    |                                    |              |              |                                    |                                    |                                    |                                    |                                    |                                    |                                |                                |                                |                                |                   |                   |                                        |                                        |                                        |                                        |                                        |                                        |                  |                  |                  |                  |               |               |               |               |  |  |          |          |          |          |          |          |  |  |  |  |  |  |
|                           |                           |                           |                           |                           |                           |                         |                         |                           |                           |                           |                           |                                  |                                  |                                  |                                  |                                  |                                  |                |                |                |                |           |           |                                    |                                    |                                    |                                    |                                    |                                    |              |              |                                    |                                    |                                    |                                    |                                    |                                    |                                |                                |                                |                                |                   |                   |                                        |                                        |                                        |                                        |                                        |                                        |                  |                  |                  |                  |               |               |               |               |  |  |          |          |          |          |          |          |  |  |  |  |  |  |
|                           |                           |                           |                           |                           |                           |                         |                         |                           |                           |                           |                           |                                  |                                  |                                  |                                  |                                  |                                  |                |                |                |                |           |           |                                    |                                    |                                    |                                    |                                    |                                    |              |              |                                    |                                    |                                    |                                    |                                    |                                    |                                |                                |                                |                                |                   |                   |                                        |                                        |                                        |                                        |                                        |                                        |                  |                  |                  |                  |               |               |               |               |  |  |          |          |          |          |          |          |  |  |  |  |  |  |
|                           |                           |                           |                           |                           |                           |                         |                         |                           |                           |                           |                           |                                  |                                  |                                  |                                  |                                  |                                  |                |                | Jaime III      | Jaime III      | Jaime III | Jaime III | Jaime III                          | Jaime III                          |                                    |                                    | Maria Stuart                       | Maria Stuart                       | Maria Stuart | Maria Stuart | Maria Stuart                       | Maria Stuart                       |                                    |                                    |                                    |                                    |                                |                                |                                |                                |                   |                   |                                        |                                        |                                        |                                        |                                        |                                        |                  |                  |                  |                  |               |               |               |               |  |  |          |          |          |          |          |          |  |  |  |  |  |  |
|                           |                           |                           |                           |                           |                           |                         |                         |                           |                           |                           |                           |                                  |                                  |                                  |                                  |                                  |                                  |                |                | Jaime III      | Jaime III      | Jaime III | Jaime III | Jaime III                          | Jaime III                          |                                    |                                    | Maria Stuart                       | Maria Stuart                       | Maria Stuart | Maria Stuart | Maria Stuart                       | Maria Stuart                       |                                    |                                    |                                    |                                    |                                |                                |                                |                                |                   |                   |                                        |                                        |                                        |                                        |                                        |                                        |                  |                  |                  |                  |               |               |               |               |  |  |          |          |          |          |          |          |  |  |  |  |  |  |
|                           |                           |                           |                           |                           |                           |                         |                         |                           |                           |                           |                           |                                  |                                  |                                  |                                  |                                  |                                  |                |                |                |                |           |           |                                    |                                    |                                    |                                    |                                    |                                    |              |              |                                    |                                    |                                    |                                    |                                    |                                    |                                |                                |                                |                                |                   |                   |                                        |                                        |                                        |                                        |                                        |                                        |                  |                  |                  |                  |               |               |               |               |  |  |          |          |          |          |          |          |  |  |  |  |  |  |
|                           |                           |                           |                           |                           |                           |                         |                         |                           |                           |                           |                           |                                  |                                  |                                  |                                  |                                  |                                  |                |                |                |                |           |           | Jaime Hamilton, 1.º Conde de Arran | Jaime Hamilton, 1.º Conde de Arran | Jaime Hamilton, 1.º Conde de Arran | Jaime Hamilton, 1.º Conde de Arran | Jaime Hamilton, 1.º Conde de Arran | Jaime Hamilton, 1.º Conde de Arran |              |              | Isabel Hamilton                    | Isabel Hamilton                    | Isabel Hamilton                    | Isabel Hamilton                    | Isabel Hamilton                    | Isabel Hamilton                    |                                |                                |                                |                                |                   |                   |                                        |                                        |                                        |                                        | Eduardo IV                             | Eduardo IV                             | Eduardo IV       | Eduardo IV       | Eduardo IV       | Eduardo IV       |               |               |               |               |  |  |          |          |          |          |          |          |  |  |  |  |  |  |
|                           |                           |                           |                           |                           |                           |                         |                         |                           |                           |                           |                           |                                  |                                  |                                  |                                  |                                  |                                  |                |                |                |                |           |           | Jaime Hamilton, 1.º Conde de Arran | Jaime Hamilton, 1.º Conde de Arran | Jaime Hamilton, 1.º Conde de Arran | Jaime Hamilton, 1.º Conde de Arran | Jaime Hamilton, 1.º Conde de Arran | Jaime Hamilton, 1.º Conde de Arran |              |              | Isabel Hamilton                    | Isabel Hamilton                    | Isabel Hamilton                    | Isabel Hamilton                    | Isabel Hamilton                    | Isabel Hamilton                    |                                |                                |                                |                                |                   |                   |                                        |                                        |                                        |                                        | Eduardo IV                             | Eduardo IV                             | Eduardo IV       | Eduardo IV       | Eduardo IV       | Eduardo IV       |               |               |               |               |  |  |          |          |          |          |          |          |  |  |  |  |  |  |
|                           |                           |                           |                           |                           |                           |                         |                         |                           |                           |                           |                           |                                  |                                  |                                  |                                  |                                  |                                  |                |                |                |                |           |           | Jaime Hamilton, 2.º Conde de Arran | Jaime Hamilton, 2.º Conde de Arran | Jaime Hamilton, 2.º Conde de Arran | Jaime Hamilton, 2.º Conde de Arran | Jaime Hamilton, 2.º Conde de Arran | Jaime Hamilton, 2.º Conde de Arran |              |              | João Stuart, 3.º Conde de Lennox   | João Stuart, 3.º Conde de Lennox   | João Stuart, 3.º Conde de Lennox   | João Stuart, 3.º Conde de Lennox   | João Stuart, 3.º Conde de Lennox   | João Stuart, 3.º Conde de Lennox   |                                |                                | Henrique VII                   | Henrique VII                   | Henrique VII      | Henrique VII      | Henrique VII                           | Henrique VII                           |                                        |                                        | Isabel de Iorque                       | Isabel de Iorque                       | Isabel de Iorque | Isabel de Iorque | Isabel de Iorque | Isabel de Iorque |               |               |               |               |  |  |          |          |          |          |          |          |  |  |  |  |  |  |
|                           |                           |                           |                           |                           |                           |                         |                         |                           |                           |                           |                           |                                  |                                  |                                  |                                  |                                  |                                  |                |                |                |                |           |           | Jaime Hamilton, 2.º Conde de Arran | Jaime Hamilton, 2.º Conde de Arran | Jaime Hamilton, 2.º Conde de Arran | Jaime Hamilton, 2.º Conde de Arran | Jaime Hamilton, 2.º Conde de Arran | Jaime Hamilton, 2.º Conde de Arran |              |              | João Stuart, 3.º Conde de Lennox   | João Stuart, 3.º Conde de Lennox   | João Stuart, 3.º Conde de Lennox   | João Stuart, 3.º Conde de Lennox   | João Stuart, 3.º Conde de Lennox   | João Stuart, 3.º Conde de Lennox   |                                |                                | Henrique VII                   | Henrique VII                   | Henrique VII      | Henrique VII      | Henrique VII                           | Henrique VII                           |                                        |                                        | Isabel de Iorque                       | Isabel de Iorque                       | Isabel de Iorque | Isabel de Iorque | Isabel de Iorque | Isabel de Iorque |               |               |               |               |  |  |          |          |          |          |          |          |  |  |  |  |  |  |
|                           |                           |                           |                           |                           |                           |                         |                         |                           |                           |                           |                           |                                  |                                  |                                  |                                  |                                  |                                  |                |                |                |                |           |           |                                    |                                    |                                    |                                    |                                    |                                    |              |              |                                    |                                    |                                    |                                    |                                    |                                    |                                |                                |                                |                                |                   |                   |                                        |                                        |                                        |                                        |                                        |                                        |                  |                  |                  |                  |               |               |               |               |  |  |          |          |          |          |          |          |  |  |  |  |  |  |
|                           |                           |                           |                           |                           |                           |                         |                         |                           |                           |                           |                           |                                  |                                  |                                  |                                  |                                  |                                  |                |                |                |                |           |           |                                    |                                    |                                    |                                    |                                    |                                    |              |              |                                    |                                    |                                    |                                    |                                    |                                    |                                |                                |                                |                                |                   |                   |                                        |                                        |                                        |                                        |                                        |                                        |                  |                  |                  |                  |               |               |               |               |  |  |          |          |          |          |          |          |  |  |  |  |  |  |
|                           |                           |                           |                           | Cláudio, Duque de Guise   | Cláudio, Duque de Guise   | Cláudio, Duque de Guise | Cláudio, Duque de Guise | Cláudio, Duque de Guise   | Cláudio, Duque de Guise   |                           |                           | Antonieta de Bourbon             | Antonieta de Bourbon             | Antonieta de Bourbon             | Antonieta de Bourbon             | Antonieta de Bourbon             | Antonieta de Bourbon             |                |                | Jaime IV       | Jaime IV       | Jaime IV  | Jaime IV  | Jaime IV                           | Jaime IV                           |                                    |                                    |                                    |                                    |              |              |                                    |                                    |                                    |                                    | Margarida Tudor                    | Margarida Tudor                    | Margarida Tudor                | Margarida Tudor                | Margarida Tudor                | Margarida Tudor                |                   |                   | Arquibaldo Douglas, 6.º Conde de Angus | Arquibaldo Douglas, 6.º Conde de Angus | Arquibaldo Douglas, 6.º Conde de Angus | Arquibaldo Douglas, 6.º Conde de Angus | Arquibaldo Douglas, 6.º Conde de Angus | Arquibaldo Douglas, 6.º Conde de Angus |                  |                  | Henrique VIII    | Henrique VIII    | Henrique VIII | Henrique VIII | Henrique VIII | Henrique VIII |  |  |          |          |          |          |          |          |  |  |  |  |  |  |
|                           |                           |                           |                           | Cláudio, Duque de Guise   | Cláudio, Duque de Guise   | Cláudio, Duque de Guise | Cláudio, Duque de Guise | Cláudio, Duque de Guise   | Cláudio, Duque de Guise   |                           |                           | Antonieta de Bourbon             | Antonieta de Bourbon             | Antonieta de Bourbon             | Antonieta de Bourbon             | Antonieta de Bourbon             | Antonieta de Bourbon             |                |                | Jaime IV       | Jaime IV       | Jaime IV  | Jaime IV  | Jaime IV                           | Jaime IV                           |                                    |                                    |                                    |                                    |              |              |                                    |                                    |                                    |                                    | Margarida Tudor                    | Margarida Tudor                    | Margarida Tudor                | Margarida Tudor                | Margarida Tudor                | Margarida Tudor                |                   |                   | Arquibaldo Douglas, 6.º Conde de Angus | Arquibaldo Douglas, 6.º Conde de Angus | Arquibaldo Douglas, 6.º Conde de Angus | Arquibaldo Douglas, 6.º Conde de Angus | Arquibaldo Douglas, 6.º Conde de Angus | Arquibaldo Douglas, 6.º Conde de Angus |                  |                  | Henrique VIII    | Henrique VIII    | Henrique VIII | Henrique VIII | Henrique VIII | Henrique VIII |  |  |          |          |          |          |          |          |  |  |  |  |  |  |
|                           |                           |                           |                           |                           |                           |                         |                         |                           |                           |                           |                           |                                  |                                  |                                  |                                  |                                  |                                  |                |                |                |                |           |           |                                    |                                    |                                    |                                    |                                    |                                    |              |              |                                    |                                    |                                    |                                    |                                    |                                    |                                |                                |                                |                                |                   |                   |                                        |                                        |                                        |                                        |                                        |                                        |                  |                  |                  |                  |               |               |               |               |  |  |          |          |          |          |          |          |  |  |  |  |  |  |
|                           |                           |                           |                           |                           |                           |                         |                         |                           |                           |                           |                           |                                  |                                  |                                  |                                  |                                  |                                  |                |                |                |                |           |           |                                    |                                    |                                    |                                    |                                    |                                    |              |              |                                    |                                    |                                    |                                    |                                    |                                    |                                |                                |                                |                                |                   |                   |                                        |                                        |                                        |                                        |                                        |                                        |                  |                  |                  |                  |               |               |               |               |  |  |          |          |          |          |          |          |  |  |  |  |  |  |
| Francisco, Duque de Guise | Francisco, Duque de Guise | Francisco, Duque de Guise | Francisco, Duque de Guise | Francisco, Duque de Guise | Francisco, Duque de Guise |                         |                         | Carlos, Cardeal de Lorena | Carlos, Cardeal de Lorena | Carlos, Cardeal de Lorena | Carlos, Cardeal de Lorena | Carlos, Cardeal de Lorena        | Carlos, Cardeal de Lorena        |                                  |                                  | Maria de Guise                   | Maria de Guise                   | Maria de Guise | Maria de Guise | Maria de Guise | Maria de Guise |           |           | Jaime V                            | Jaime V                            | Jaime V                            | Jaime V                            | Jaime V                            | Jaime V                            |              |              | Mateus Stuart, 4.º Conde de Lennox | Mateus Stuart, 4.º Conde de Lennox | Mateus Stuart, 4.º Conde de Lennox | Mateus Stuart, 4.º Conde de Lennox | Mateus Stuart, 4.º Conde de Lennox | Mateus Stuart, 4.º Conde de Lennox |                                |                                | Margarida Douglas              | Margarida Douglas              | Margarida Douglas | Margarida Douglas | Margarida Douglas                      | Margarida Douglas                      |                                        |                                        |                                        |                                        |                  |                  |                  |                  |               |               |               |               |  |  |          |          |          |          |          |          |  |  |  |  |  |  |
| Francisco, Duque de Guise | Francisco, Duque de Guise | Francisco, Duque de Guise | Francisco, Duque de Guise | Francisco, Duque de Guise | Francisco, Duque de Guise |                         |                         | Carlos, Cardeal de Lorena | Carlos, Cardeal de Lorena | Carlos, Cardeal de Lorena | Carlos, Cardeal de Lorena | Carlos, Cardeal de Lorena        | Carlos, Cardeal de Lorena        |                                  |                                  | Maria de Guise                   | Maria de Guise                   | Maria de Guise | Maria de Guise | Maria de Guise | Maria de Guise |           |           | Jaime V                            | Jaime V                            | Jaime V                            | Jaime V                            | Jaime V                            | Jaime V                            |              |              | Mateus Stuart, 4.º Conde de Lennox | Mateus Stuart, 4.º Conde de Lennox | Mateus Stuart, 4.º Conde de Lennox | Mateus Stuart, 4.º Conde de Lennox | Mateus Stuart, 4.º Conde de Lennox | Mateus Stuart, 4.º Conde de Lennox |                                |                                | Margarida Douglas              | Margarida Douglas              | Margarida Douglas | Margarida Douglas | Margarida Douglas                      | Margarida Douglas                      |                                        |                                        |                                        |                                        |                  |                  |                  |                  |               |               |               |               |  |  |          |          |          |          |          |          |  |  |  |  |  |  |
|                           |                           |                           |                           |                           |                           |                         |                         |                           |                           |                           |                           |                                  |                                  |                                  |                                  |                                  |                                  |                |                |                |                |           |           |                                    |                                    |                                    |                                    |                                    |                                    |              |              |                                    |                                    |                                    |                                    |                                    |                                    |                                |                                |                                |                                |                   |                   |                                        |                                        |                                        |                                        |                                        |                                        |                  |                  |                  |                  |               |               |               |               |  |  |          |          |          |          |          |          |  |  |  |  |  |  |
|                           |                           |                           |                           |                           |                           |                         |                         |                           |                           |                           |                           |                                  |                                  |                                  |                                  |                                  |                                  |                |                |                |                |           |           |                                    |                                    |                                    |                                    |                                    |                                    |              |              |                                    |                                    |                                    |                                    |                                    |                                    |                                |                                |                                |                                |                   |                   |                                        |                                        |                                        |                                        |                                        |                                        |                  |                  |                  |                  |               |               |               |               |  |  |          |          |          |          |          |          |  |  |  |  |  |  |
|                           |                           |                           |                           |                           |                           |                         |                         |                           |                           |                           |                           | Jaime Stuart, 1.º Conde de Moray | Jaime Stuart, 1.º Conde de Moray | Jaime Stuart, 1.º Conde de Moray | Jaime Stuart, 1.º Conde de Moray | Jaime Stuart, 1.º Conde de Moray | Jaime Stuart, 1.º Conde de Moray |                |                | Maria          | Maria          | Maria     | Maria     | Maria                              | Maria                              |                                    |                                    |                                    |                                    |              |              |                                    |                                    |                                    |                                    | Henrique Stuart, Lorde Darnley     | Henrique Stuart, Lorde Darnley     | Henrique Stuart, Lorde Darnley | Henrique Stuart, Lorde Darnley | Henrique Stuart, Lorde Darnley | Henrique Stuart, Lorde Darnley |                   |                   | Eduardo VI                             | Eduardo VI                             | Eduardo VI                             | Eduardo VI                             | Eduardo VI                             | Eduardo VI                             |                  |                  | Maria I          | Maria I          | Maria I       | Maria I       | Maria I       | Maria I       |  |  | Isabel I | Isabel I | Isabel I | Isabel I | Isabel I | Isabel I |  |  |  |  |  |  |
|                           |                           |                           |                           |                           |                           |                         |                         |                           |                           |                           |                           | Jaime Stuart, 1.º Conde de Moray | Jaime Stuart, 1.º Conde de Moray | Jaime Stuart, 1.º Conde de Moray | Jaime Stuart, 1.º Conde de Moray | Jaime Stuart, 1.º Conde de Moray | Jaime Stuart, 1.º Conde de Moray |                |                | Maria          | Maria          | Maria     | Maria     | Maria                              | Maria                              |                                    |                                    |                                    |                                    |              |              |                                    |                                    |                                    |                                    | Henrique Stuart, Lorde Darnley     | Henrique Stuart, Lorde Darnley     | Henrique Stuart, Lorde Darnley | Henrique Stuart, Lorde Darnley | Henrique Stuart, Lorde Darnley | Henrique Stuart, Lorde Darnley |                   |                   | Eduardo VI                             | Eduardo VI                             | Eduardo VI                             | Eduardo VI                             | Eduardo VI                             | Eduardo VI                             |                  |                  | Maria I          | Maria I          | Maria I       | Maria I       | Maria I       | Maria I       |  |  | Isabel I | Isabel I | Isabel I | Isabel I | Isabel I | Isabel I |  |  |  |  |  |  |
|                           |                           |                           |                           |                           |                           |                         |                         |                           |                           |                           |                           |                                  |                                  |                                  |                                  |                                  |                                  |                |                |                |                |           |           |                                    |                                    |                                    |                                    |                                    |                                    |              |              |                                    |                                    |                                    |                                    |                                    |                                    |                                |                                |                                |                                |                   |                   |                                        |                                        |                                        |                                        |                                        |                                        |                  |                  |                  |                  |               |               |               |               |  |  |          |          |          |          |          |          |  |  |  |  |  |  |
|                           |                           |                           |                           |                           |                           |                         |                         |                           |                           |                           |                           |                                  |                                  |                                  |                                  |                                  |                                  |                |                |                |                |           |           |                                    |                                    |                                    |                                    | Jaime VI & I                       |                                    |              |              |                                    |                                    |                                    |                                    |                                    |                                    |                                |                                |                                |                                |                   |                   |                                        |                                        |                                        |                                        |                                        |                                        |                  |                  |                  |                  |               |               |               |               |  |  |          |          |          |          |          |          |  |  |  |  |  |  |

### Principal
- Bain, Joseph (editor) (1900). Calendar State Papers, Scotland: Volume II. Edinburgh: General Register Office (Scotland)
- Bingham, Caroline (1995). Darnley: A Life of Henry Stuart, Lord Darnley, Consort of Mary Queen of Scots. London: Constable. ISBN 978-0-09-472530-0
- Boyd, William K. (editor) (1915). Calendar of State Papers, Scotland: Volume IX. Glasgow: General Register Office (Scotland)
- Clifford, Arthur (editor) (1809). The State Papers and Letters of Sir Ralph Sadler. Edinburgh: Archibald Constable and Co
- Donaldson, Gordon (1974). Mary, Queen of Scots. London: English Universities Press. ISBN 978-0-340-12383-6
- Fraser, Antonia (1994) [1969]. Mary Queen of Scots. London: Weidenfeld and Nicolson. ISBN 978-0-297-17773-9
- Greig, Elaine Finnie (2004). «Stewart, Henry, duke of Albany [Lord Darnley] (1545/6–1567)». Oxford Dictionary of National Biography. Oxford University Press. doi:10.1093/ref:odnb/26473. Consultado em 3 de Março de 2012 (Requer subscrição ou ser sócio da biblioteca pública do Reino Unido)
- Guy, John (2004). "My Heart is my Own": The Life of Mary Queen of Scots. London: Fourth Estate. ISBN 978-1-84115-753-5
- Lewis, Jayne Elizabeth (1999). The Trial of Mary Queen of Scots: A Brief History with Documents. Boston: Bedford/St. Martin's. ISBN 978-0-312-21815-7
- McInnes, Charles T. (editor) (1970). Accounts of the Lord High Treasurer of Scotland Volume 12. Edinburgh: General Register Office (Scotland)
- Weir, Alison (2008) [2003]. Mary, Queen of Scots and the Murder of Lord Darnley. London: Random House. ISBN 978-0-09-952707-7
- Williams, Neville (1964). Thomas Howard, Fourth Duke of Norfolk. London: Barrie & Rockliff
- Wormald, Jenny (1988). Mary, Queen of Scots. London: George Philip. ISBN 978-0-540-01131-5

### Adicional
- Bath, Michael (2008). Emblems for a Queen: The Needlework of Mary Queen of Scots. London: Archetype Publications. ISBN 978-1-904982-36-4
- Labanov, A. I. (Prince Lobanov-Rostovsky) (1844). Lettres et Memoires de Marie, Reine d'Ecosse. London: Charles Dolman
- Marshall, Rosalind (2006). Queen Mary's Women: Female Relatives, Servants, Friends and Enemies of Mary, Queen of Scots. Edinburgh: John Donald. ISBN 978-0-85976-667-8
- Marshall, Rosalind (2013). Mary, Queen of Scots. Edinburgh: National Museums of Scotland. ISBN 978-1-905267-78-1
- Read, Conyers (1909). The Bardon Papers: Documents relating to the imprisonment and trial of Mary, Queen of Scots. London: Camden Series
- Swain, Margaret (1973). The Needlework of Mary Queen of Scots. New York: Van Nostrand Reinhold. ISBN 978-0-442-29962-0
- Warnicke, Retha M. (2006). Mary Queen of Scots. New York: Routledge. ISBN 978-0-415-29182-8
- Wilkinson, Alexander S. (2004). Mary Queen of Scots and French Public Opinion, 1542–1600. Basingstoke: Palgrave Macmillan. ISBN 978-0-230-28615-3. doi:10.1057/9780230286153